# Nant (Aveyron)
« Nant » redirige ici. Pour les autres significations, voir Nant (homonymie).
Nant, prononcé [nɑ̃t], est une commune française, située dans l'est du département de l'Aveyron, en région Occitanie. Avant la Révolution française, la paroisse de Nant faisait partie de la province du Rouergue.
Les habitants de Nant se nomment, comme ceux de Nantes en Loire-Atlantique, les Nantais et Nantaises.
Le patrimoine architectural de la commune comprend sept immeubles protégés au titre des monuments historiques : l'église Saint-Pierre, classée en 1862, la chapelle de Saint-Martin-du-Vican, inscrite en 1936, l'église Sainte-Marie-des-Cuns, classée en 1942, le Pont sur la Dourbie
Pont de la Prade, inscrit en 1944, les halles, inscrites en 1944, l'église Saint-Michel, inscrite en 2007, et l'Hôtel de ville, inscrit en 2007.

## Géographie

### Localisation

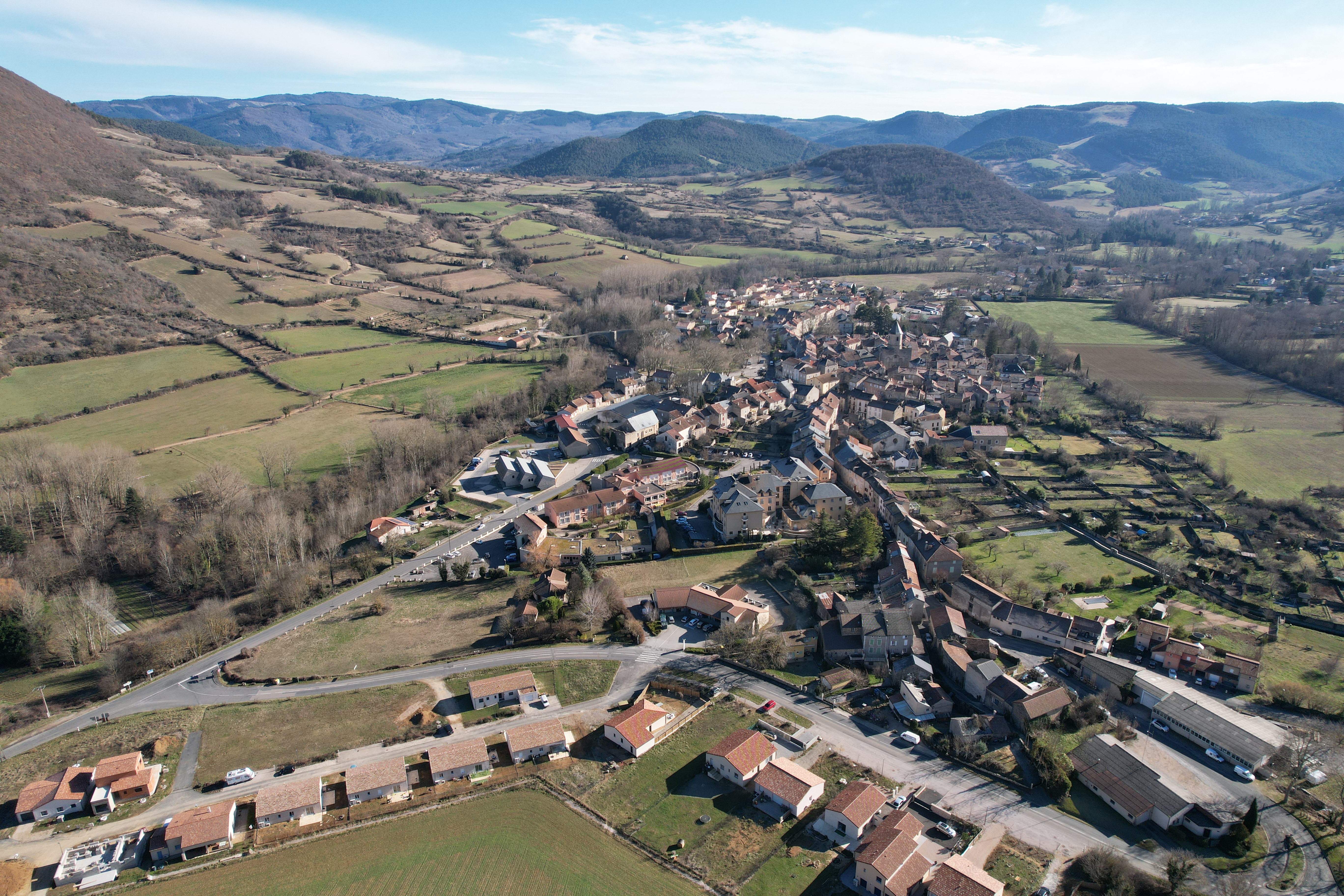
Vue aérienne de Nant (12230)

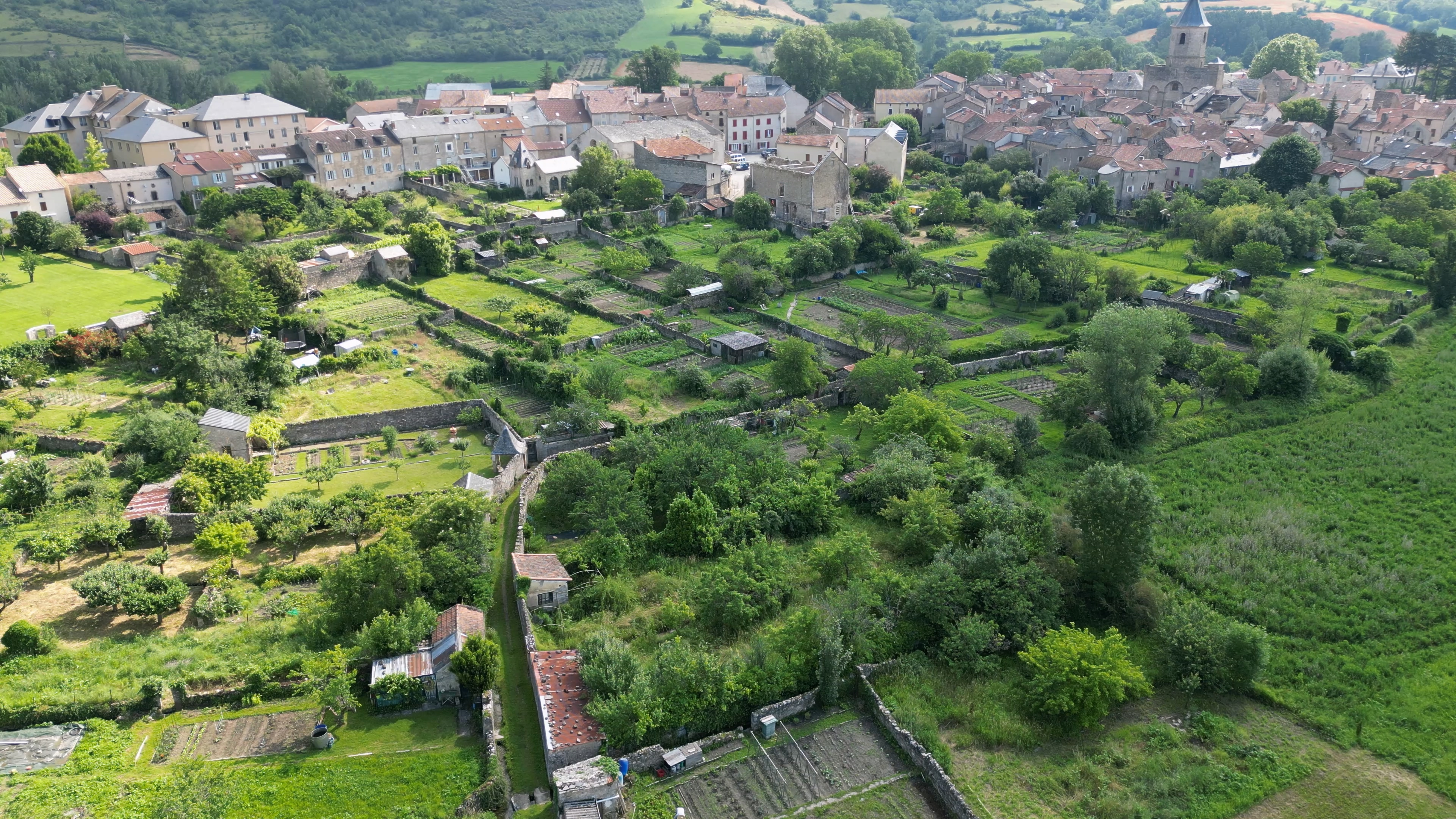
Vue aérienne des jardins de Nant

Nant se trouve dans le sud-ouest du Massif central, dans les moyennes vallées de la Dourbie (affluent du Tarn) et du Durzon (affluent de la Dourbie).
La commune est située dans l'est-sud-est du département de l'Aveyron, à une quinzaine de kilomètres du département du Gard. Nant est en effet à 17 km du col de la Barrière et à 14 km du col de Pierre Plantée qui marquent (entre autres) la limite entre les deux départements. La commune est du reste limitrophe du Gard pour sa partie nord.
Selon la classification de l'Insee, Nant est une commune rurale qui ne fait partie d'aucune aire ou espace urbain, bien qu'elle soit adjacente à l'aire d'attraction de Millau et à son espace urbain.
Les villes les plus proches du bourg de Nant sont Millau au nord-ouest, à 32 km (via La Roque-Sainte-Marguerite ; 34 km via La Cavalerie) ; Saint-Affrique à 44 km à l'ouest ; Le Vigan, dans le Gard, à 42 km à l'est.
En ce qui concerne les villes plus importantes : Rodez, chef-lieu du département, est la plus proche à environ 85 km au nord-ouest ; Toulouse, chef-lieu de région, à environ 180 km. Montpellier à 110 km ; Clermont-Ferrand est à environ 200 km au nord.
Les communes limitrophes sont : Revens, Lanuéjols, Trèves et Causse-Bégon dans le Gard, Saint-Jean-du-Bruel, Sauclières, La Couvertoirade, L'Hospitalet-du-Larzac, La Cavalerie, Millau et La Roque-Sainte-Marguerite dans l'Aveyron.

### Géographie physique
La commune s'étend sur une partie du plateau du Larzac et de ses versants et contreforts, une partie du Causse Bégon, englobe la vallée du Durzon et comprend une partie de la vallée de la Dourbie.
Le Causse Bégon est un élément méridional du Causse Noir ; son versant sud surplombe le bourg de Nant au Roc Nantais (altitude : 808 m).

### Hydrographie

#### Réseau hydrographique

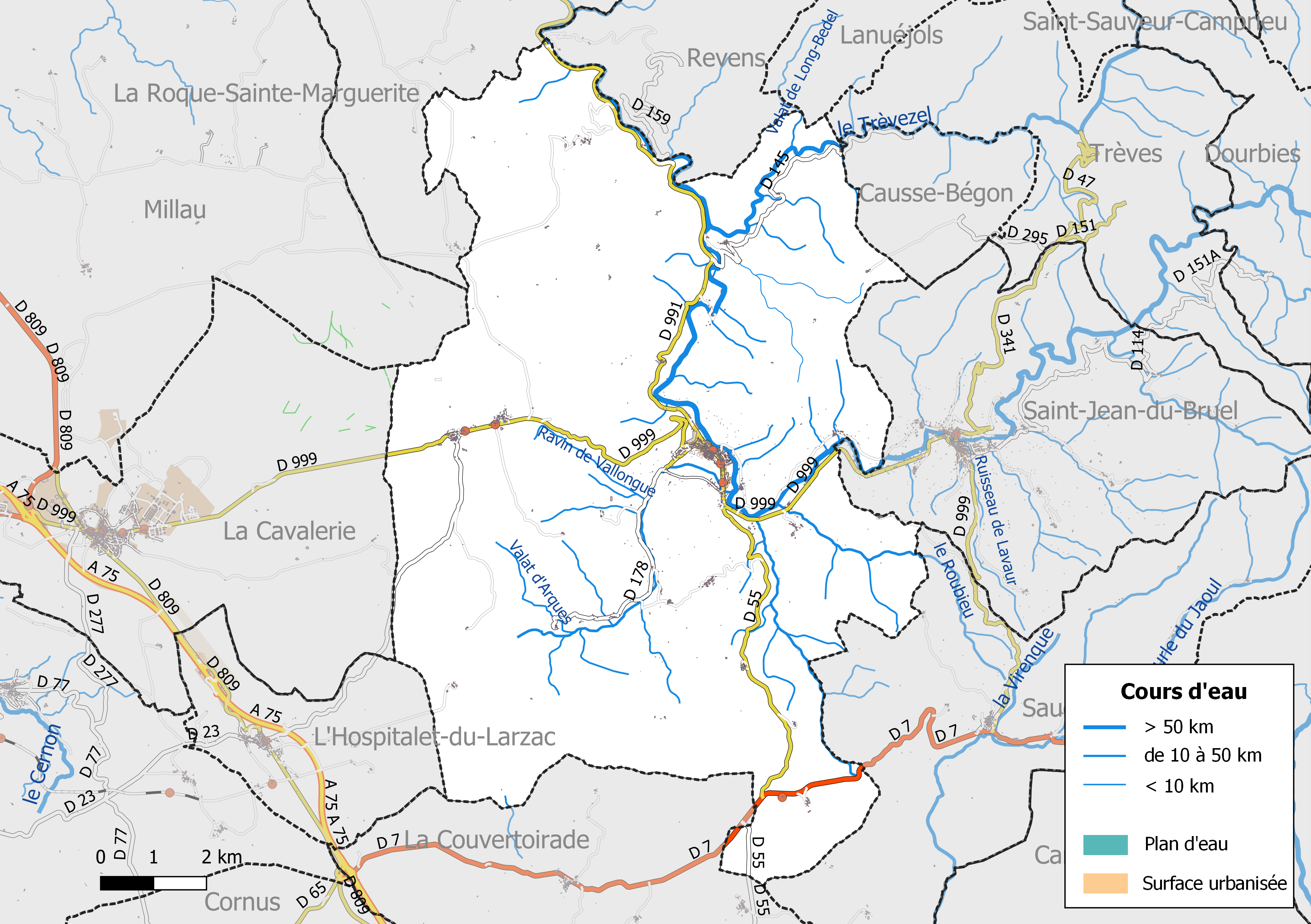
Réseaux hydrographique et routier de Nant.

La commune est drainée par la Dourbie, le Trèvezel, le Durzon, le Roubieu, le ruisseau de Brevinque, Bras de la Dourbie, le ravin de Vallongue, Valat d'Arques, Valat de Long-Bedel et par divers petits cours d'eau.
La Dourbie, d'une longueur totale de 71,9 km, prend sa source dans le massif du Mont Aigoual, dans la commune d'Arphy (30) et se jette  dans le Tarn à Millau, après avoir traversé 10 communes.
Le Trèvezel, d'une longueur totale de 29,6 km, prend sa source dans la commune de Saint-Sauveur-Camprieu (30) et se jette  dans la Dourbie à Nant, après avoir traversé 6 communes.

#### Plans administratifs de gestion des cours d'eau
Afin d’atteindre le bon état des eaux imposé par la Directive-cadre sur l'eau du 23 octobre 2000, plusieurs outils de gestion intégrée s’articulent à différentes échelles pour définir et mettre en œuvre un programme d’actions de réhabilitation et de gestion des milieux aquatiques : le SDAGE (Schéma directeur d'aménagement et de gestion des eaux), à l’échelle du bassin hydrographique, et le SAGE (Schéma d'aménagement et de gestion des eaux), à l’échelle locale. Ce dernier fixe les objectifs généraux d’utilisation, de mise en valeur et de protection quantitative et qualitative des ressources en eau superficielle et souterraine. Trois SAGE sont mis en oeuvre dans le département de l'Aveyron.
La commune fait partie du SAGE Tarn amont, approuvé le 15 décembre 2015, au sein du SDAGE Adour-Garonne. Le territoire de ce SAGE concerne une partie des bassins du Tarn de l’Aveyron et de l’Agout. Il couvre 69 communes, sur trois départements (Aveyron, Gard et Lozère) et deux régions, pour une superficie de 2 700 km2,. Le pilotage et l’animation du SAGE et du contrat de rivière du Tarn-amont associé sont assurés par le Syndicat mixte du bassin versant du Tarn-amont (SMBVTAM), qualifié de « structure porteuse ». Cet organisme a été créé le 1er avril 2018 et est constitué de neuf communautés de communes.

### Climat
Pour des articles plus généraux, voir Climat de l'Occitanie et Climat de l'Aveyron.
En 2010, le climat de la commune est de type climat des marges montargnardes, selon une étude s'appuyant sur une série de données couvrant la période 1971-2000. En 2020, Météo-France publie une typologie des climats de la France métropolitaine dans laquelle la commune est exposée à un climat de montagne et est dans la région climatique Sud-est du Massif Central, caractérisée par une pluviométrie annuelle de 1 000 à 1 500 mm, minimale en été, maximale en automne.
Pour la période 1971-2000, la température annuelle moyenne est de 11,7 °C, avec une amplitude thermique annuelle de 16 °C. Le cumul annuel moyen de précipitations est de 1 184 mm, avec 9,8 jours de précipitations en janvier et 4,5 jours en juillet. Pour la période 1991-2020, la température moyenne annuelle observée sur la station météorologique la plus proche, située sur la commune de La Cavalerie à 11 km à vol d'oiseau, est de 10,1 °C et le cumul annuel moyen de précipitations est de 934,2 mm,. Pour l'avenir, les paramètres climatiques de la commune estimés pour 2050 selon différents scénarios d'émission de gaz à effet de serre sont consultables sur un site dédié publié par Météo-France en novembre 2022.

### Milieux naturels et biodiversité

#### Espaces protégés
La protection réglementaire est le mode d’intervention le plus fort pour préserver des espaces naturels remarquables et leur biodiversité associée.
Dans ce cadre, la commune fait partie d'un espace protégé, le Parc naturel régional des Grands Causses, créé en 1995 et d'une superficie de 327 937 ha, qui s'étend sur 97 communes. Ce territoire rural habité, reconnu au niveau national pour sa forte valeur patrimoniale et paysagère, s’organise autour d’un projet concerté de développement durable, fondé sur la protection et la valorisation de son patrimoine,,.

#### Sites Natura 2000

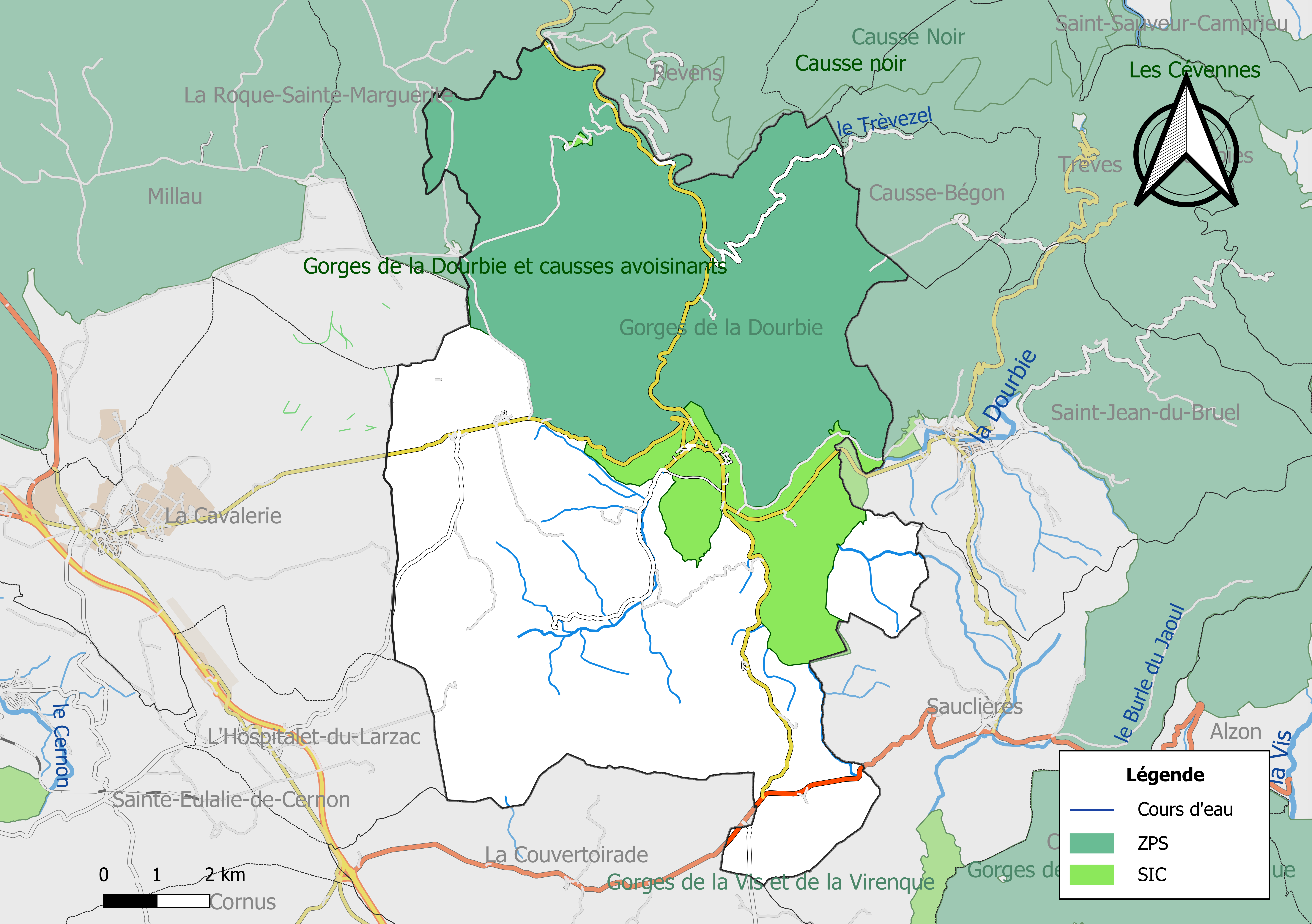
Sites Natura 2000 sur le territoire communal.

Le réseau Natura 2000 est un réseau écologique européen de sites naturels d’intérêt écologique élaboré à partir des Directives « Habitats » et « Oiseaux ». Ce réseau est constitué de Zones spéciales de conservation (ZSC) et de Zones de protection spéciale (ZPS). Dans les zones de ce réseau, les États Membres s'engagent à maintenir dans un état de conservation favorable les types d'habitats et d'espèces concernés, par le biais de mesures réglementaires, administratives ou contractuelles.
Deux sites Natura 2000 ont été définis sur la commune au titre de la « directive Habitats » : 
- les « Gorges de la Dourbie », d'une superficie de 7 087 ha sur 6 communes dont 5 dans l'Aveyron et 1 dans le Gard, sont un magnifique ensemble de gorges avec parois et corniches calcaires dont la végétation est formée de pelouses xérothermiques, de landes (parcours à ovins), de taillis de chênes pubescents, de hêtres et de pins sylvestres[22] ;
- les « Gorges de Trèvezel », d'une superficie de 396 ha sur la seule commune de Nant, sont des gorges et corniches calcaires délimitant les Causses et les Cévennes avec la présence de pelouses sèches, garrigues et taillis de Chênes pubescents, de Hêtres et de Pins sylvestres. Futaies plantées de Pins noirs d'Autriche[23] ;

et un  au titre de la « directive Oiseaux » :  
- les « Gorges de la Dourbie et causses avoisinants », d'une superficie de 28 057 ha sur 13 communes dont 8 dans l'Aveyron et 5 dans le Gard, qui comprennent une grande partie du causse Noir, du causse du Larzac et du causse Bégon, ainsi que les gorges qui les séparent. Dix-sept espèces de l'annexe 1 se reproduisent sur le site, parmi lesquelles huit espèces de rapaces[24].

#### Zones naturelles d'intérêt écologique, faunistique et floristique
L’inventaire des zones naturelles d'intérêt écologique, faunistique et floristique (ZNIEFF) a pour objectif de réaliser une couverture des zones les plus intéressantes sur le plan écologique, essentiellement dans la perspective d’améliorer la connaissance du patrimoine naturel national et de fournir aux différents décideurs un outil d’aide à la prise en compte de l’environnement dans l’aménagement du territoire.
Le territoire communal de Nant comprend deux ZNIEFF de type 1, :
- la « Forêt du causse du Larzac » (893,9 ha), couvrant 3 communes du département[26] ;
- les « Gorges de la Dourbie et ses affluents » (14 060 ha), couvrant 11 communes dont 6 dans l'Aveyron et 5 dans le Gard[27]

et trois ZNIEFF de type 2, : 
- le « Causse du Larzac » (50 424 ha), qui s'étend sur 23 communes dont 21 dans l'Aveyron et 2 dans l'Hérault[28] ;
- le « Causse Noir et ses corniches » (20 863 ha), qui s'étend sur 14 communes dont 10 dans l'Aveyron, 3 dans le Gard et 1 dans la Lozère[29] ;
- le « Causse-Bégon et Pas de l'Âne Canayère » (2 277 ha), qui s'étend sur 6 communes dont 2 dans l'Aveyron et 4 dans le Gard[30].

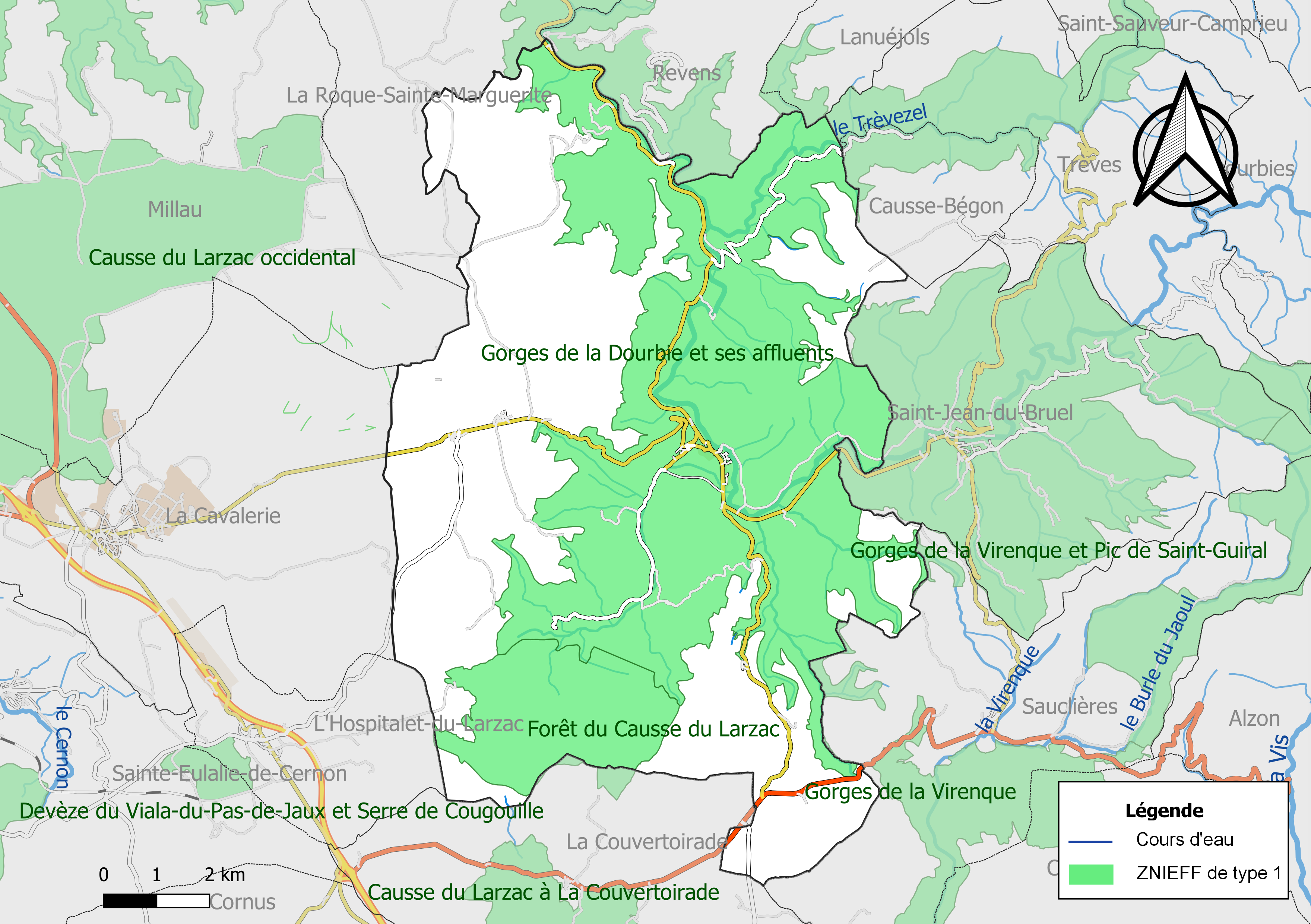
Carte des ZNIEFF de type 1 de la commune.
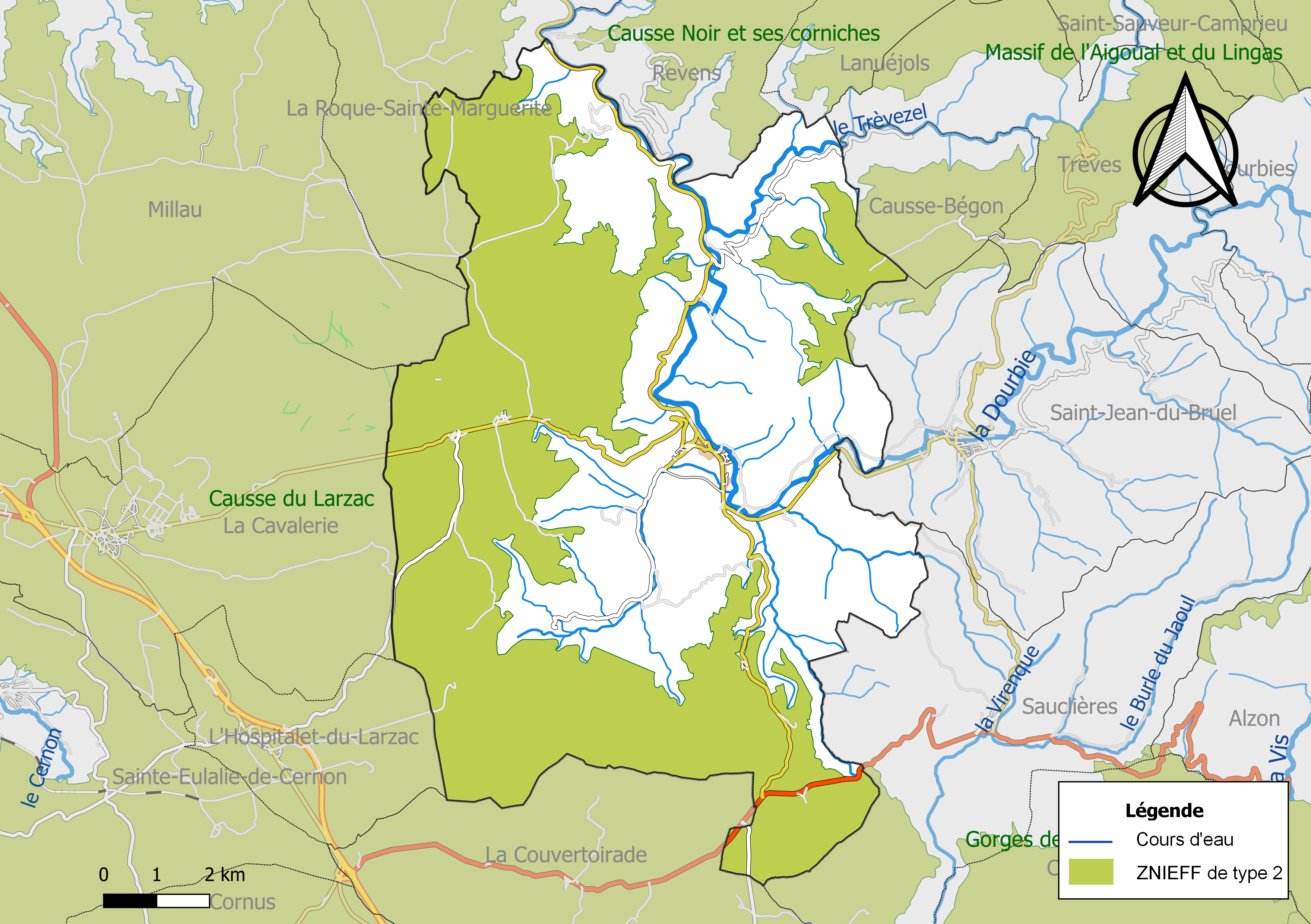
Carte des ZNIEFF de type 2 de la commune.

## Urbanisme

### Typologie
Au 1er janvier 2024, Nant est catégorisée bourg rural, selon la nouvelle grille communale de densité à sept niveaux définie par l'Insee en 2022.
Elle est située hors unité urbaine et hors attraction des villes,.

### Occupation des sols

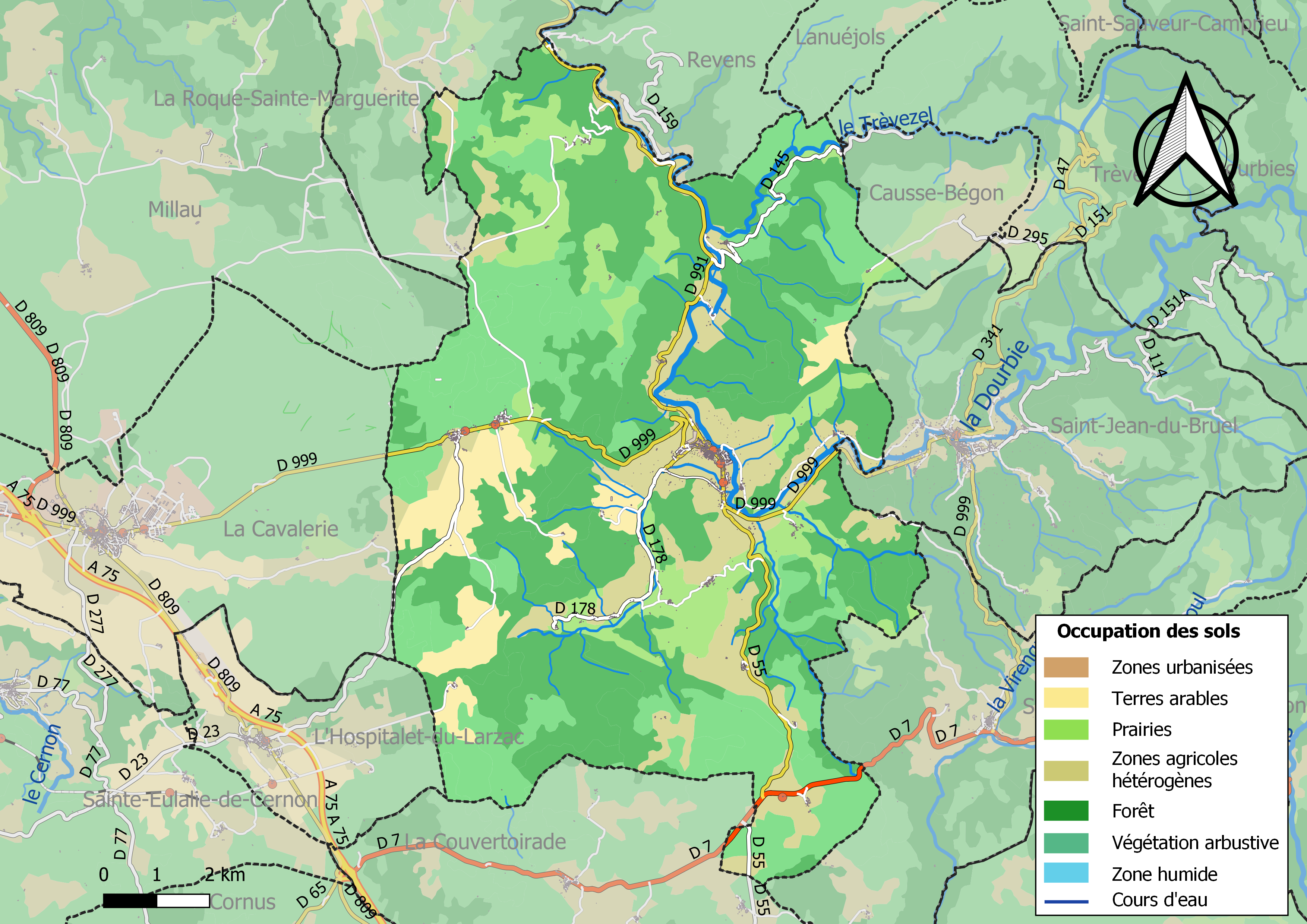
Infrastructures et occupation des sols de la commune de Nant.

L'occupation des sols de la commune, telle qu'elle ressort de la base de données européenne d’occupation biophysique des sols Corine Land Cover (CLC), est marquée par l'importance des forêts et milieux semi-naturels (69,5 % en 2018), en augmentation par rapport à 1990 (66,8 %). La répartition détaillée en 2018 est la suivante : 
forêts (45 %), milieux à végétation arbustive et/ou herbacée (24,5 %), zones agricoles hétérogènes (13,9 %), prairies (10,3 %), terres arables (5,9 %), zones urbanisées (0,4 %).

### Planification
La loi SRU du 13 décembre 2000 a incité fortement les communes à se regrouper au sein d’un établissement public, pour déterminer les partis d’aménagement de l’espace au sein d’un SCoT, un document essentiel d’orientation stratégique des politiques publiques à une grande échelle. La commune est dans le territoire du SCoT du Parc naturel régional des Grands Causses, approuvé le vendredi 7 juillet 2017 par le comité syndical et mis à l’enquête publique en décembre 2019. La structure porteuse est le Pôle d'équilibre territorial et rural du PNR des Grands Causses, qui associe huit communautés de communes, notamment la communauté de communes Larzac et Vallées, dont la commune est membre.
La commune disposait en 2017 d'un plan local d'urbanisme en révision. Le zonage réglementaire et le règlement associé peuvent être consultés sur le Géoportail de l'urbanisme.

### Géographie humaine
Outre le bourg de Nant, chef-lieu de la commune, on trouve plusieurs écarts : les Cuns, Saint-Sauveur, Ambouls, Saint-Michel-de-Rouviac, le Liquier, Mas du Pré, Mas de Pomier, et villages : les Liquisses Hautes et Basses, Cantobre.
Le Camp militaire du Larzac, s'étend jusqu'à la commune de Nant (sa limite).
La commune compte un nombre très élevé de résidences secondaires (57 %).

### Voies de communication et transports
Nant est au carrefour de quatre routes : vers Millau, par la vallée de la Dourbie ; vers Saint-Jean-du-Bruel, aussi par la vallée ; vers la route de L'Hospitalet-du-Larzac au Vigan ; vers La Cavalerie sur le versant est du Larzac. Cette dernière route atteint l'autoroute A75 (Clermont-Ferrand-Montpellier) et est donc particulièrement importante pour les communications de Nant.

### Risques majeurs
Le territoire de la commune de Nant est vulnérable à différents aléas naturels : inondations, climatiques (hiver exceptionnel ou canicule), feux de forêts et séisme (sismicité faible).
Il est également exposé à deux risques particuliers, les risques radon et minier,.

#### Risques naturels

Zones inondables de la commune de Nant.

Certaines parties du territoire communal sont susceptibles d’être affectées par le risque d’inondation par débordement de la Dourbie. Les dernières grandes crues historiques, ayant touché plusieurs parties du département, remontent aux 3 et 4 décembre 2003 (dans les bassins du Lot, de l'Aveyron, du Viaur et du Tarn) et au 28 novembre 2014 (bassins de la Sorgues et du Dourdou). Ce risque est pris en compte dans l'aménagement du territoire de la commune par le biais du Plan de prévention du risque inondation (PPRI) du bassin de « La Dourbie », approuvé le 15 mars 2010.
Le Plan départemental de protection des forêts contre les incendies découpe le département de l’Aveyron en sept « bassins de risque » et définit une sensibilité des communes à l’aléa feux de forêt (de faible à très forte). La commune est classée en sensibilité très forte.
Les mouvements de terrains susceptibles de se produire sur la commune sont soit des mouvements liés au retrait-gonflement des argiles, soit des effondrements liés à des cavités souterraines. Le phénomène de retrait-gonflement des argiles est la conséquence d'un changement d'humidité des sols argileux. Les argiles sont capables de fixer l'eau disponible mais aussi de la perdre en se rétractant en cas de sécheresse. Ce phénomène peut provoquer des dégâts très importants sur les constructions (fissures, déformations des ouvertures) pouvant rendre inhabitables certains locaux. La carte de zonage de cet aléa peut être consultée sur le site de l'observatoire national des risques naturels Géorisques. Une autre carte permet de prendre connaissance des cavités souterraines localisées sur la commune,.

#### Risques particuliers
La commune est concernée par le risque minier, principalement lié à l’évolution des cavités souterraines laissées à l’abandon et sans entretien après l’exploitation des mines.
Dans plusieurs parties du territoire national, le radon, accumulé dans certains logements ou autres locaux, peut constituer une source significative d’exposition de la population aux rayonnements ionisants. Toutes les communes du département sont concernées par le risque radon à un niveau plus ou moins élevé. Selon le dossier départemental des risques majeurs du département établi en 2013, la commune de Nant est classée à risque faible avec facteurs géologiques. Un décret du 4 juin 2018 a modifié la terminologie du zonage définie dans le code de la santé publique et a été complété par un arrêté du 27 juin 2018 portant délimitation des zones à potentiel radon du territoire français. La commune est désormais en zone 2, à savoir zone à potentiel radon faible mais sur lesquelles des facteurs géologiques particuliers peuvent faciliter le transfert du radon vers les bâtiments.

## Toponymie

### Nant
Le nom de Nant est attesté dès 1148 sous cette forme
Nant représente la fixation toponymique à une époque indéterminée de l'appellatif gaulois (celtique) nantos « vallée, ravin », autrement nanto-, nantu- « vallée », voire « ruisseau ». C'est un cognat du breton nant « vallée », du gallois nant « cours d'eau », « ruisseau ». Il désignait autrefois la vallée du Durzon.

### Cantobre
Le nom de la localité est attesté sous la forme Cantobre en 1027-1031 ; Cantobrio en 1123.
Il s'agit du composé celtique (gaulois) *Cantobriga, fondé sur cantos signifiant à l'origine « cercle (de la roue), jante », puis sans doute « cercle » cf. breton kant « cercle » et français canton « cercle, district ». Le second élément -(o)bre représente l'appellatif courant briga « colline, mont > forteresse » bien identifié et qui a régulièrement donné la finale -(o)bre dans la toponymie occitane cf. Lanobre (Cantal, Lanobres 1373) alors que dans le domaine d'oïl, c'est -euvre / -œuvre cf. Vendeuvre,. Le sens global de *Cantobriga est vraisemblablement celui de « mont circulaire » ou « forteresse circulaire », cette ancienne commune étant effectivement située sur une éminence.

## Histoire
Au Xe siècle, des moines drainent les marécages de la vallée du Durzon près du confluent avec la Dourbie; ils créent un réseau de canaux empierrés et développent l'agriculture. En 926, ils bâtissent sur ces terres asséchées un monastère. En 1135, le monastère est érigé en abbaye par le pape Innocent II.
L'économie et la population se développent. Progressivement, le bourg de Nant est érigé autour du monastère.
La paroisse est marquée par la guerre de Cent Ans et par les guerres de religion, pendant lesquelles le cloître et les bâtiments monastiques sont détruits.
Le bourg fut du XIIe au XVIIIe siècle la possession de la puissante famille de Roquefeuil-Anduze puis passa, à l'extinction de sa branche aînée, dans la famille de Roquefeuil Blanquefort. Ainsi le baron Bérenger de Roquefeuil Blanquefort, constructeur du château de Bonaguil, rendait hommage au roi le 16 avril 1484 en mentionnant au premier rang son titre de comtor de Nant.
Nant connaît une grande prospérité dans la seconde moitié du XVIIe siècle. Un collège, dirigé par les prêtres de la doctrine chrétienne, est créé en 1665. Sous les halles de la place principale se tiennent les foires et le marché déjà florissant à cette époque.
En 1777, l'abbaye est supprimée par décret royal.

## Politique et administration

### Découpage territorial
La commune de Nant est membre de la communauté de communes Larzac et Vallées, un établissement public de coopération intercommunale (EPCI) à fiscalité propre créé le 13 décembre 2004 dont le siège est à Cornus. Ce dernier est par ailleurs membre d'autres groupements intercommunaux.
Sur le plan administratif, elle est rattachée à l'arrondissement de Millau, au département de l'Aveyron et à la région Occitanie. Sur le plan électoral, elle dépend du  canton de Millau-2 pour l'élection des conseillers départementaux, depuis le redécoupage cantonal de 2014 entré en vigueur en 2015, et de la troisième circonscription de l'Aveyron  pour les élections législatives, depuis le dernier découpage électoral de 2010.

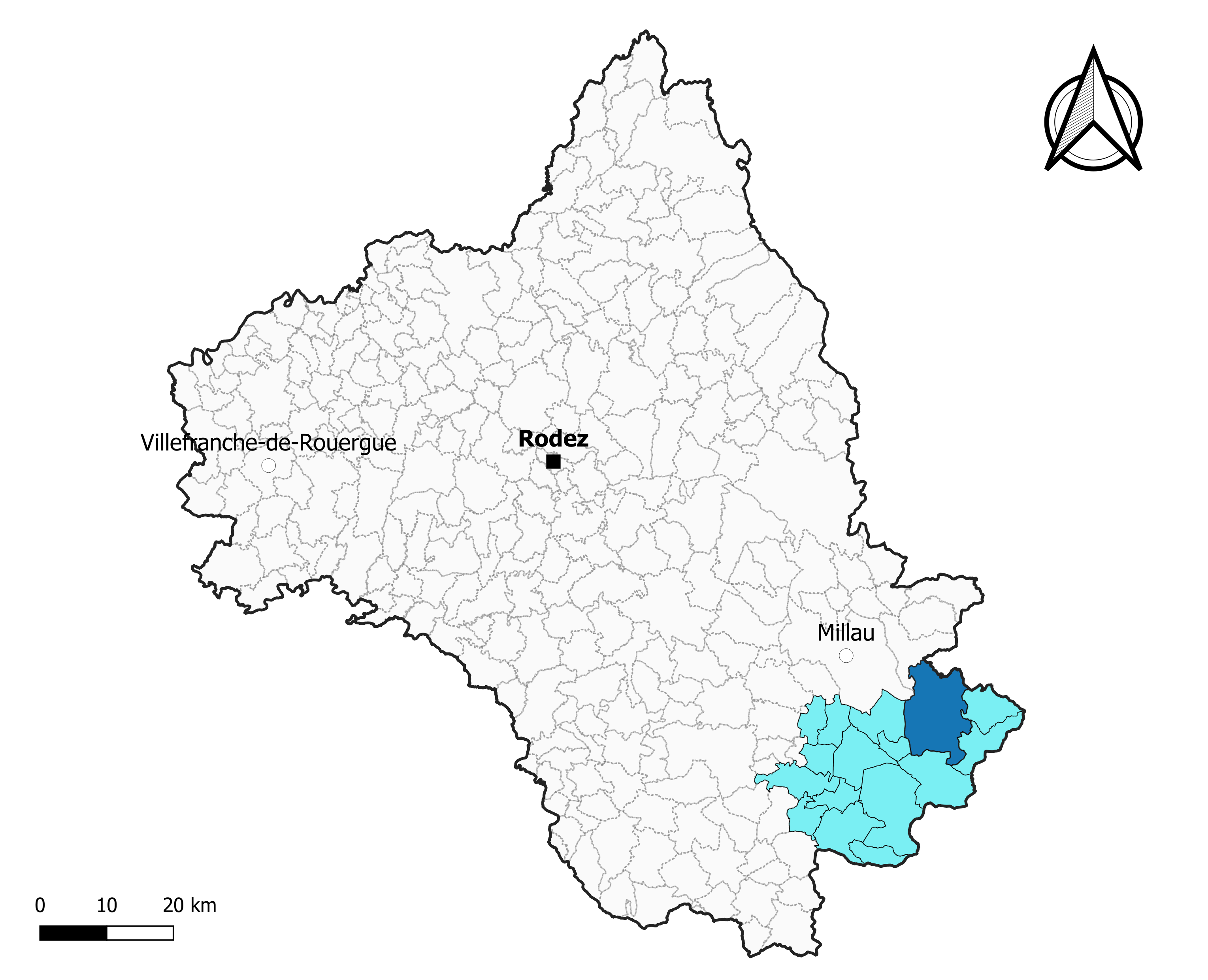
Nant dans l'intercommunalité en 2020.
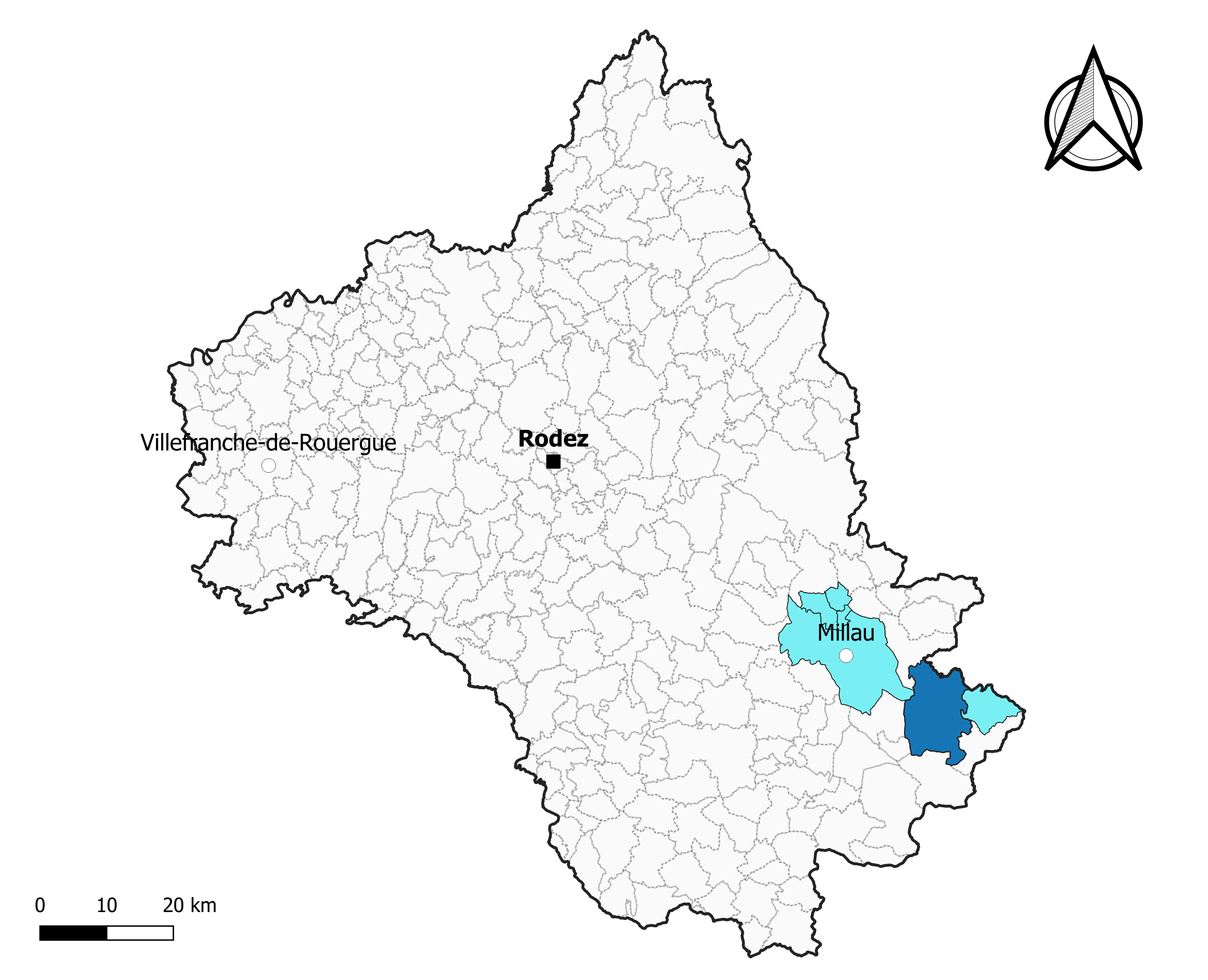
Nant dans le canton de Millau-2 en 2020.
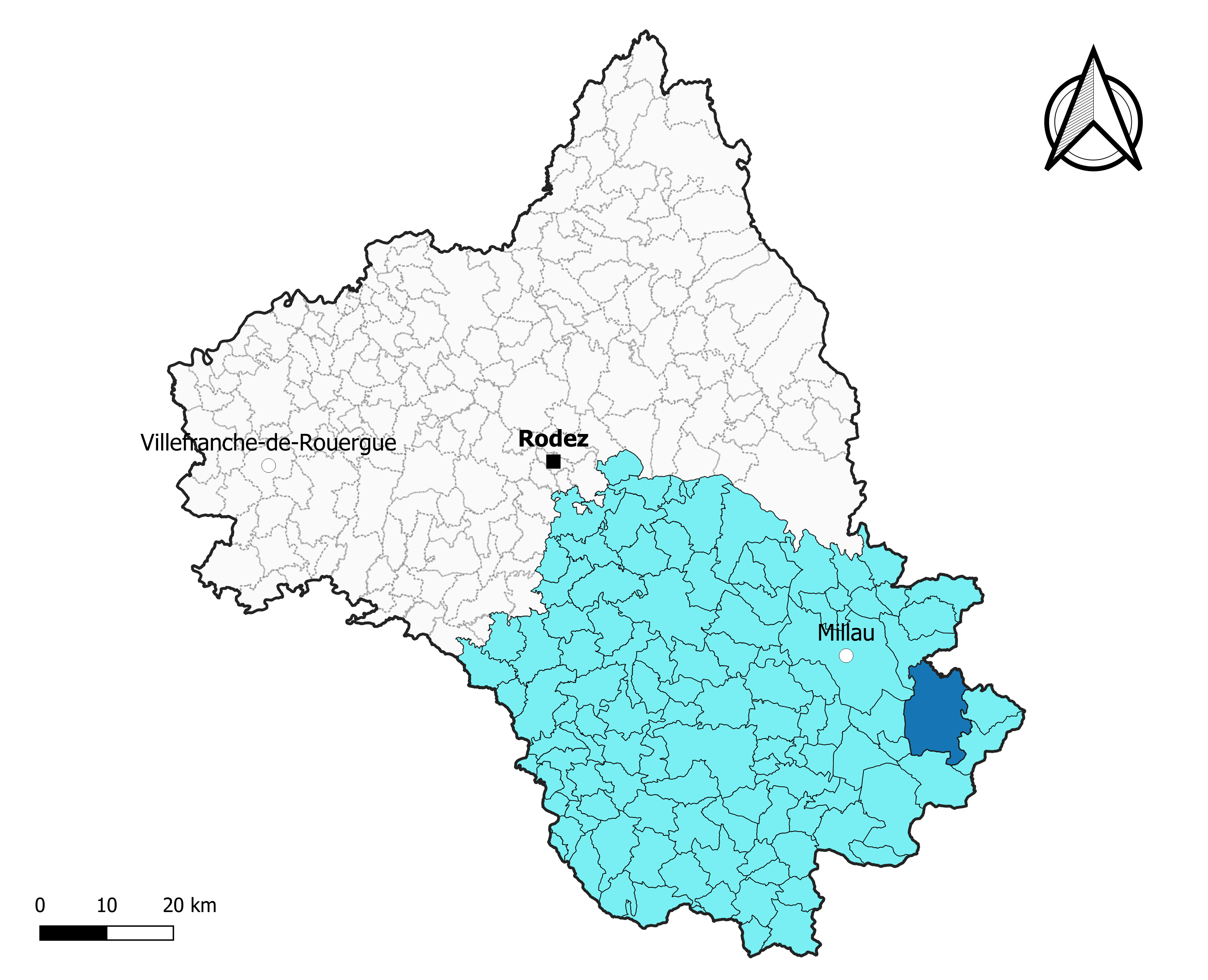
Nant dans l'arrondissement de Millau en 2020.

### Élections municipales et communautaires

#### Élections de 2020
| Tête de liste | Suffrages | Pourcentage | CM | CC |
| ------------- | --------- | ----------- | -- | -- |
| Richard Fiol  | 328       | 50,69 %     | 12 | 5  |
| Magali Coulet | 319       | 49,3 %      | 3  | 1  |

Le conseil municipal de Nant, commune de plus de 1 000 habitants, est élu au scrutin proportionnel de liste à deux tours (sans aucune modification possible de la liste), pour un mandat de six ans renouvelable. Compte tenu de la population communale, le nombre de sièges à pourvoir lors des élections municipales de 2020 est de 15. Les quinze conseillers municipaux sont élus au premier tour avec un taux de participation de 75,67 %, se répartissant en douze issus de la liste conduite par Richard Fiol et trois issus de celle de Magali Coulet.
Richard Fiol, maire sortant, est réélu pour un nouveau mandat le 23 mai 2020.
Les six sièges attribués à la commune au sein du conseil communautaire de la communauté de communes Larzac et Vallées se répartissent en : liste de Richard Fiol (5) et liste de Magali Coulet (1).

#### Liste des maires
| Période                                  | Période  | Identité               | Étiquette   | Qualité                    |
| ---------------------------------------- | -------- | ---------------------- | ----------- | -------------------------- |
| 1945                                     | 1947     | Jean Guilhou           |             |                            |
| 1948                                     | 1953     | François Castelbou     |             |                            |
| 1953                                     | 1959     | Albert Rouvier         |             |                            |
| 1959                                     | 1989     | Roger Julien           | CD puis UDF | Député, conseiller général |
| 1990                                     | 1995     | Jean Roger Bouat       |             |                            |
| 1995                                     | 2008     | Jean-François Galliard | UDI         | Fonctionnaire des impôts   |
| 2008                                     | 2014     | Bernard Saquet         | PS          | Garagiste                  |
| avril 2014                               | En cours | Richard Fiol,          |             | Pharmacien militaire       |
| Les données manquantes sont à compléter. |          |                        |             |                            |

## Population et société

### Démographie
L'évolution du nombre d'habitants est connue à travers les recensements de la population effectués dans la commune depuis 1793. Pour les communes de moins de 10 000 habitants, une enquête de recensement portant sur toute la population est réalisée tous les cinq ans, les populations de référence des années intermédiaires étant quant à elles estimées par interpolation ou extrapolation. Pour la commune, le premier recensement exhaustif entrant dans le cadre du nouveau dispositif a été réalisé en 2007.

En 2022, la commune comptait 1 017 habitants, en évolution de +3,35 % par rapport à 2016 (Aveyron : +0,37 %, France hors Mayotte : +2,11 %).
| 1793  | 1800  | 1806  | 1821  | 1831  | 1836  | 1841  | 1846  | 1851  |
| ----- | ----- | ----- | ----- | ----- | ----- | ----- | ----- | ----- |
| 1 550 | 2 271 | 2 761 | 2 980 | 3 203 | 3 419 | 3 134 | 3 445 | 3 038 |

| 1856  | 1861  | 1866  | 1872  | 1876  | 1881  | 1886  | 1891  | 1896  |
| ----- | ----- | ----- | ----- | ----- | ----- | ----- | ----- | ----- |
| 2 953 | 3 106 | 3 117 | 2 986 | 2 624 | 2 501 | 2 596 | 2 681 | 2 171 |

| 1901  | 1906  | 1911  | 1921  | 1926  | 1931  | 1936  | 1946  | 1954  |
| ----- | ----- | ----- | ----- | ----- | ----- | ----- | ----- | ----- |
| 2 103 | 1 977 | 1 819 | 1 801 | 1 659 | 1 592 | 1 547 | 1 274 | 1 105 |

| 1962  | 1968  | 1975 | 1982 | 1990 | 1999 | 2006 | 2007 | 2012 |
| ----- | ----- | ---- | ---- | ---- | ---- | ---- | ---- | ---- |
| 1 057 | 1 016 | 959  | 972  | 773  | 846  | 907  | 916  | 934  |

| 2017  | 2022  | - | - | - | - | - | - | - |
| ----- | ----- | - | - | - | - | - | - | - |
| 1 004 | 1 017 | - | - | - | - | - | - | - |

## Économie

### Revenus
En 2018  (données Insee publiées en septembre 2021), la commune compte 424 ménages fiscaux, regroupant 866 personnes. La médiane du revenu disponible par unité de consommation est de 19 030 € (20 640 € dans le département).

### Emploi
| Division       | 2008  | 2013  | 2018  |
| -------------- | ----- | ----- | ----- |
| Commune        | 4,5 % | 4 %   | 10 %  |
| Département    | 5,4 % | 7,1 % | 7,1 % |
| France entière | 8,3 % | 10 %  | 10 %  |

En 2018, la population âgée de 15 à 64 ans s'élève à 505 personnes, parmi lesquelles on compte 78,5 % d'actifs (68,4 % ayant un emploi et 10 % de chômeurs) et 21,5 % d'inactifs,. En  2018, le taux de chômage communal (au sens du recensement) des 15-64 ans est supérieur à celui du département et de la France, alors qu'en 2008 la situation était inverse.
La commune est hors attraction des villes,. Elle compte 395 emplois en 2018, contre 365 en 2013 et 376 en 2008. Le nombre d'actifs ayant un emploi résidant dans la commune est de 351, soit un indicateur de concentration d'emploi de 112,4 % et un taux d'activité parmi les 15 ans ou plus de 45,8 %.
Sur ces 351 actifs de 15 ans ou plus ayant un emploi, 248 travaillent dans la commune, soit 71 % des habitants. Pour se rendre au travail, 66,7 % des habitants utilisent un véhicule personnel ou de fonction à quatre roues, 22,1 % s'y rendent en deux-roues, à vélo ou à pied et 11,3 % n'ont pas besoin de transport (travail au domicile).

### Activités hors agriculture

#### Secteurs d'activités
118 établissements sont implantés  à Nant au 31 décembre 2019. Le tableau ci-dessous en détaille le nombre par secteur d'activité et compare les ratios avec ceux du département,.
| Secteur d'activité                                                                                        | Commune | Commune | Département |
| Secteur d'activité                                                                                        | Nombre  | %       | %           |
| --- | ------- | ------- | ----------- |
| Ensemble                                                                                                  | 118     | 100 %   | (100 %)     |
| Industrie manufacturière, industries extractives et autres                                                | 24      | 20,3 %  | (17,7 %)    |
| Construction                                                                                              | 11      | 9,3 %   | (13 %)      |
| Commerce de gros et de détail, transports, hébergement et restauration                                    | 46      | 39 %    | (27,5 %)    |
| Information et communication                                                                              | 1       | 0,8 %   | (1,5 %)     |
| Activités financières et d'assurance                                                                      | 3       | 2,5 %   | (3,4 %)     |
| Activités immobilières                                                                                    | 2       | 1,7 %   | (4,2 %)     |
| Activités spécialisées, scientifiques et techniques et activités de services administratifs et de soutien | 9       | 7,6 %   | (12,4 %)    |
| Administration publique, enseignement, santé humaine et action sociale                                    | 11      | 9,3 %   | (12,7 %)    |
| Autres activités de services                                                                              | 11      | 9,3 %   | (7,8 %)     |

Le secteur du commerce de gros et de détail, des transports, de l'hébergement et de la restauration est prépondérant sur la commune puisqu'il représente 39 % du nombre total d'établissements de la commune (46 sur les 118 entreprises implantées  à Nant), contre 27,5 % au niveau départemental.

#### Entreprises
Les quatre entreprises ayant leur siège social sur le territoire communal qui génèrent le plus de chiffre d'affaires en 2020 sont : 
- RCN Val De Cantobre - Cecla, terrains de camping et parcs pour caravanes ou véhicules de loisirs (900 k€) ;
- RCN Holding France SARL, fonds de placement et entités financières similaires (650 k€) ;
- Atelier Pendules Bijoux Sud - Apb Sud, commerce de détail d'articles d'horlogerie et de bijouterie en magasin spécialisé (120 k€) ;
- PCS Elec, travaux d'installation électrique dans tous locaux (74 k€).

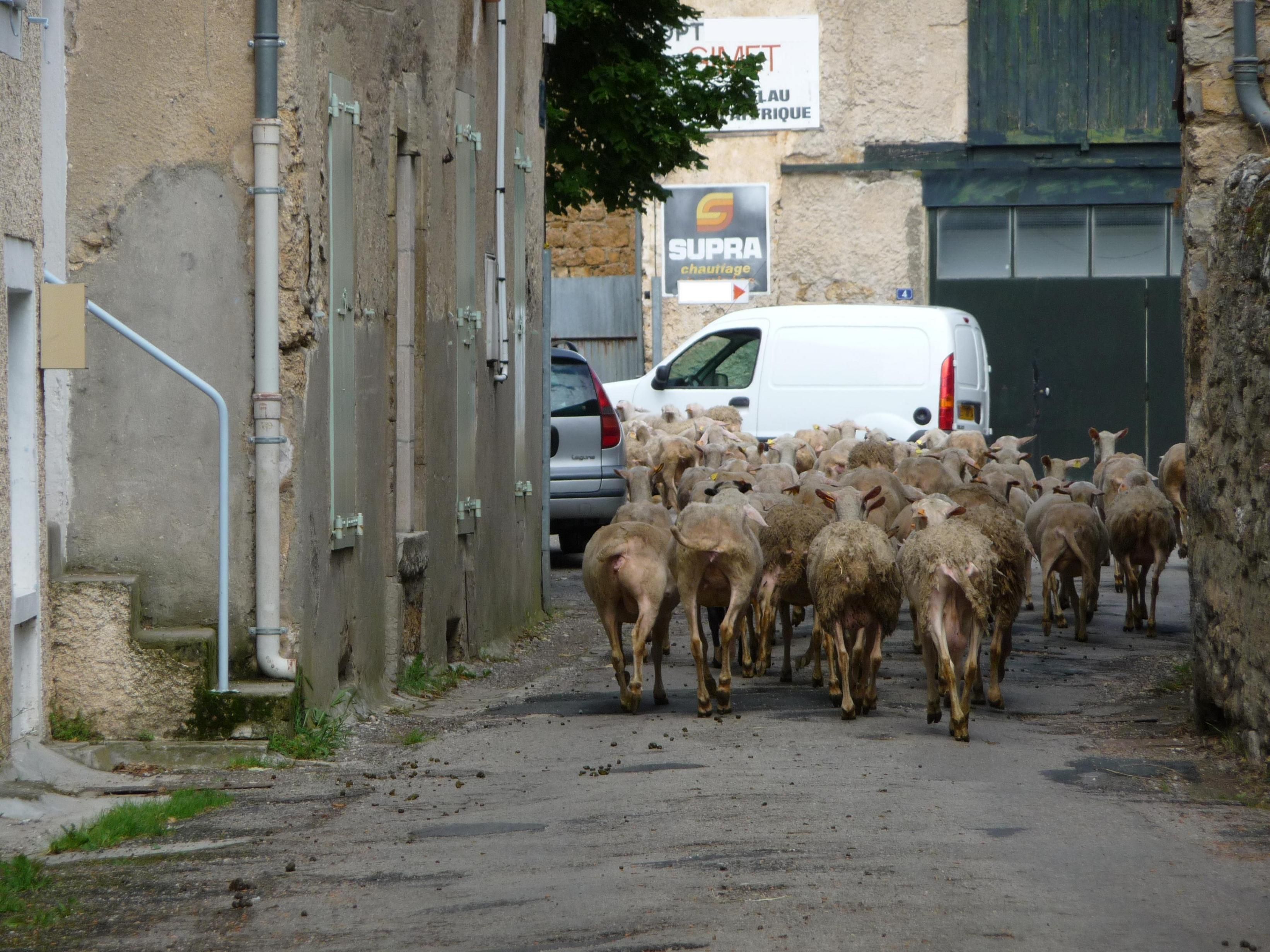
Troupeau de brebis laitières dans le bourg.

L'économie de la commune est caractérisée par une agriculture traditionnelle extensive fondée sur l'élevage pour la production laitière de brebis destinée à l'élaboration des fromages de roquefort, pérail, tome et pour la production de veaux et agneaux destinés à l'engraissement. Une diversification existe tournée vers le maraîchage, la pisciculture, l'apiculture, la production de bois de chauffe et le tourisme rural. Des agriculteurs de la commune et des communes voisines vendent leurs productions transformées ou pas au marché du bourg le mardi matin, la halle communale aux marchés étant pour l'heure baillée au profit d'un commerce de débit de boissons.
Des revendeurs de produits alimentaires divers sont également présents au marché.
Dans l'été, se tient deux marchés nocturnes de producteurs fermiers organisé par le Groupement Départemental de Défense des Producteurs Fermiers de l'Aveyron.
Des artisans et prestataires de services (scierie, métiers du bâtiment, boulanger, chocolatier…) existent.
Les loisirs influent également sur l'économie communale : équitation, locations saisonnières de meublés, camping, randonnée, vélo tout terrain, course à pied, découverte nature, pêche de parcours 1re catégorie et piscine municipale. La chasse, indispensable à l'agriculture et à la flore en ce qui concerne le grand gibier, ne se pratique qu'à partir du quinze août.
Deux maisons pour personnes âgées se trouvent dans le bourg.
De 1997 à 2009, Nant accueillait le festival des Templiers au mois d'octobre. À la suite du déplacement de l'évènement à Millau, elle accueille désormais le festival des Hospitaliers le même mois, dans le but de générer des retombées économiques pour l'hôtellerie et la restauration locale.

### Agriculture
La commune est dans les Grands Causses, une petite région agricole occupant le sud-est du département de l'Aveyron. En 2020, l'orientation technico-économique de l'agriculture  sur la commune est l'élevage d'ovins ou de caprins.
|               | 1988  | 2000  | 2010  | 2020  |
| ------------- | ----- | ----- | ----- | ----- |
| Exploitations | 47    | 39    | 39    | 32    |
| SAU (ha)      | 3 747 | 4 787 | 3 865 | 3 391 |

Le nombre d'exploitations agricoles en activité et ayant leur siège dans la commune est passé de 47 lors du recensement agricole de 1988  à 39 en 2000 puis à 39 en 2010 et enfin à 32 en 2020, soit une baisse de 32 % en 32 ans. Le même mouvement est observé à l'échelle du département qui a perdu pendant cette période 51 % de ses exploitations,. La surface agricole utilisée sur la commune a également diminué, passant de 3 747 ha en 1988 à 3 391 ha en 2020. Parallèlement la surface agricole utilisée moyenne par exploitation a augmenté, passant de 80 à 106 ha.

## Culture locale et patrimoine

### Langue
Comme dans le reste de l'Aveyron, une forme d'occitan languedocien était employée pour communiquer : le dialecte rouergat.
 Dans la Revue des langues romanes, le parler nantais, jugé suffisamment spécifique, fut l'objet d'une séries d'articles.
Aujourd'hui, comparé à l'emploi du français, ce dialecte est minoritaire.

### Lieux et monuments

#### Architecture religieuse
- Église abbatiale Saint-Pierre,  Classé MH (1862), avec des vitraux par Jean Hugo installé en 1985.
- Église Saint-Jacques de Nant. Construction du XIVe siècle en gothique méridional. Vendue en 1810. Propriété privée.
- Chapelle de Saint-Martin-du-Vican. Édifice roman des XIe et XIIe siècles.  Inscrit MH (1936). Aujourd'hui désaffectée et servant pour exploitation agricole. Propriété privée.
- Église Saint-Sauveur de Saint-Sauveur.
- Église Saint-Michel de Rouviac. XIIe et XVe siècles.  Inscrit MH (2007).
- Église Sainte-Marie-des-Cuns. Édifice roman des XIIe et XIIIe siècles.  Classé MH (1942). Désaffectée.
- Église de Saint-Étienne de Cantobre, XIIe et XVIe siècles
- Église Saint-Martin du Mas du Pré (Mas del prat). Bâtiment édifié sous la Restauration (1828).
- Église Sainte-Marie-Madeleine des Basses-Liquisses. Édifice reconstruit en 1856.
- Chapelle des Pénitents de Nant (XVIIe siècle).
- Chapelle de Saint-Sulpice XVIe et XXe siècles.
- Chapelle Notre-Dame du Claux XVIIe et XVIIIe siècles.
- Chapelle de la Vierge de Nant.
- Chapelle Saint-Alban de Nant au sommet du puech Saint-Alban. Point de vue sur toute la vallée du Durzon.

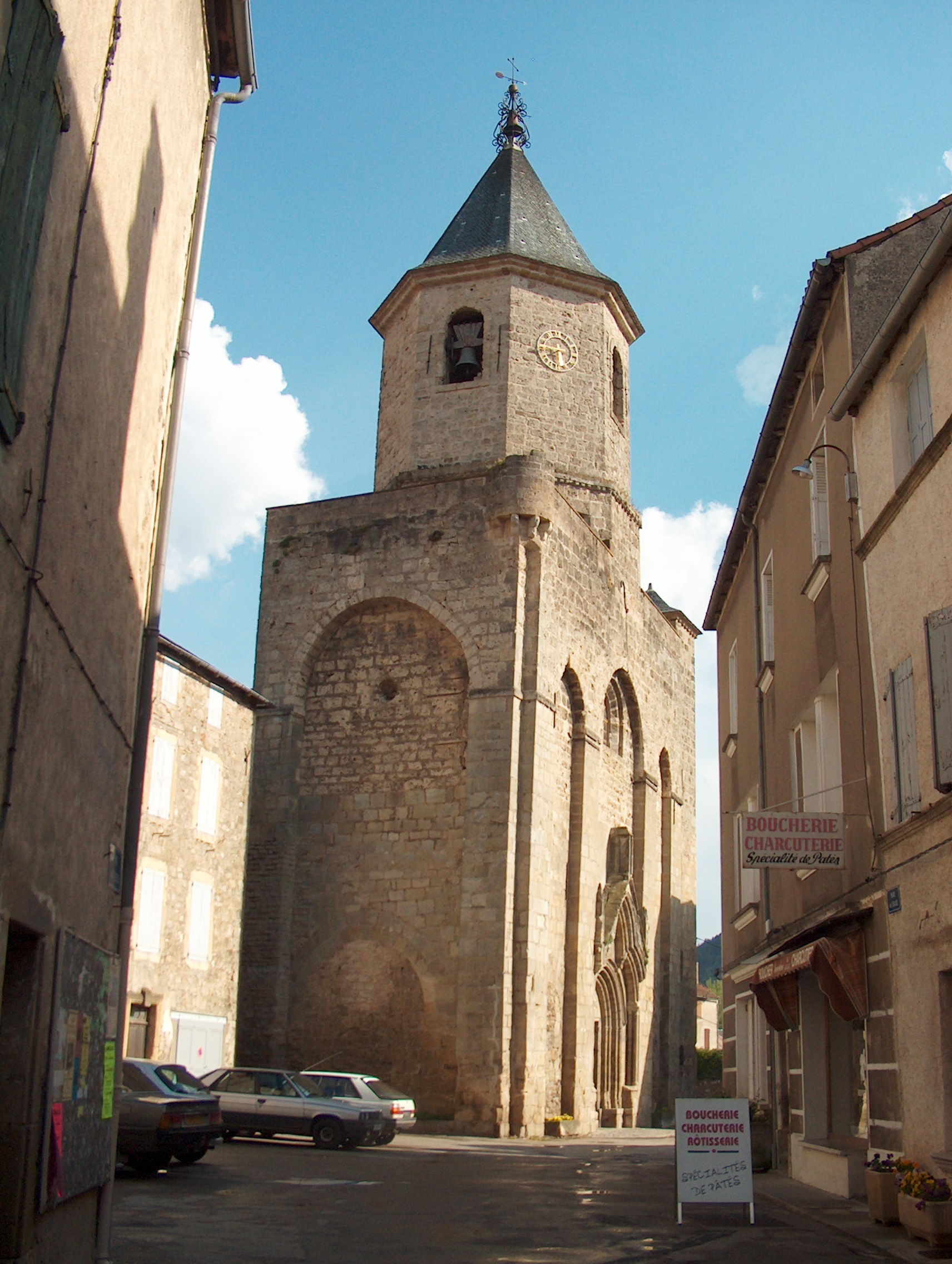
Le clocher fortifié de l'église Saint-Pierre de Nant.
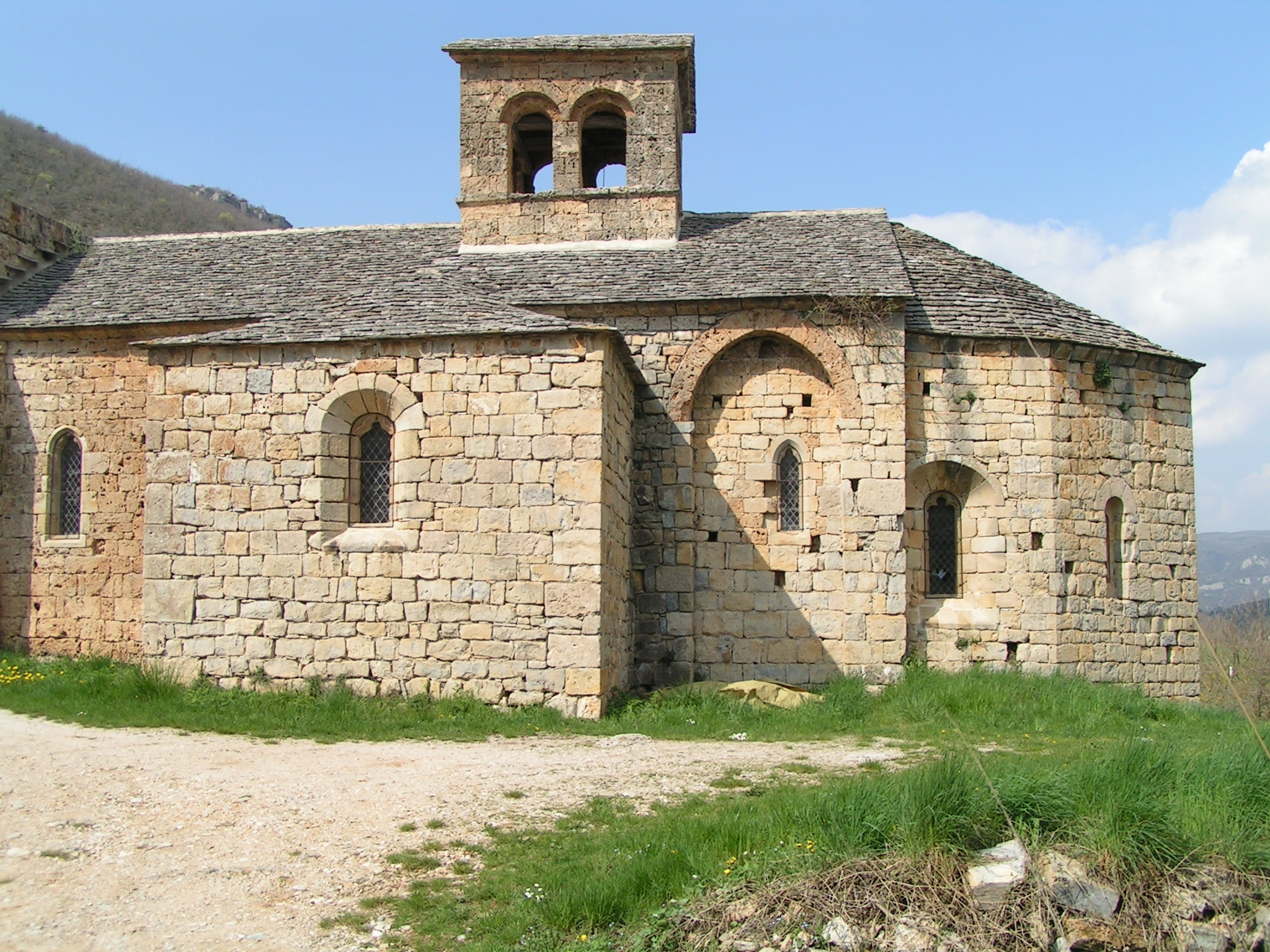
Église Sainte-Marie des Cuns.
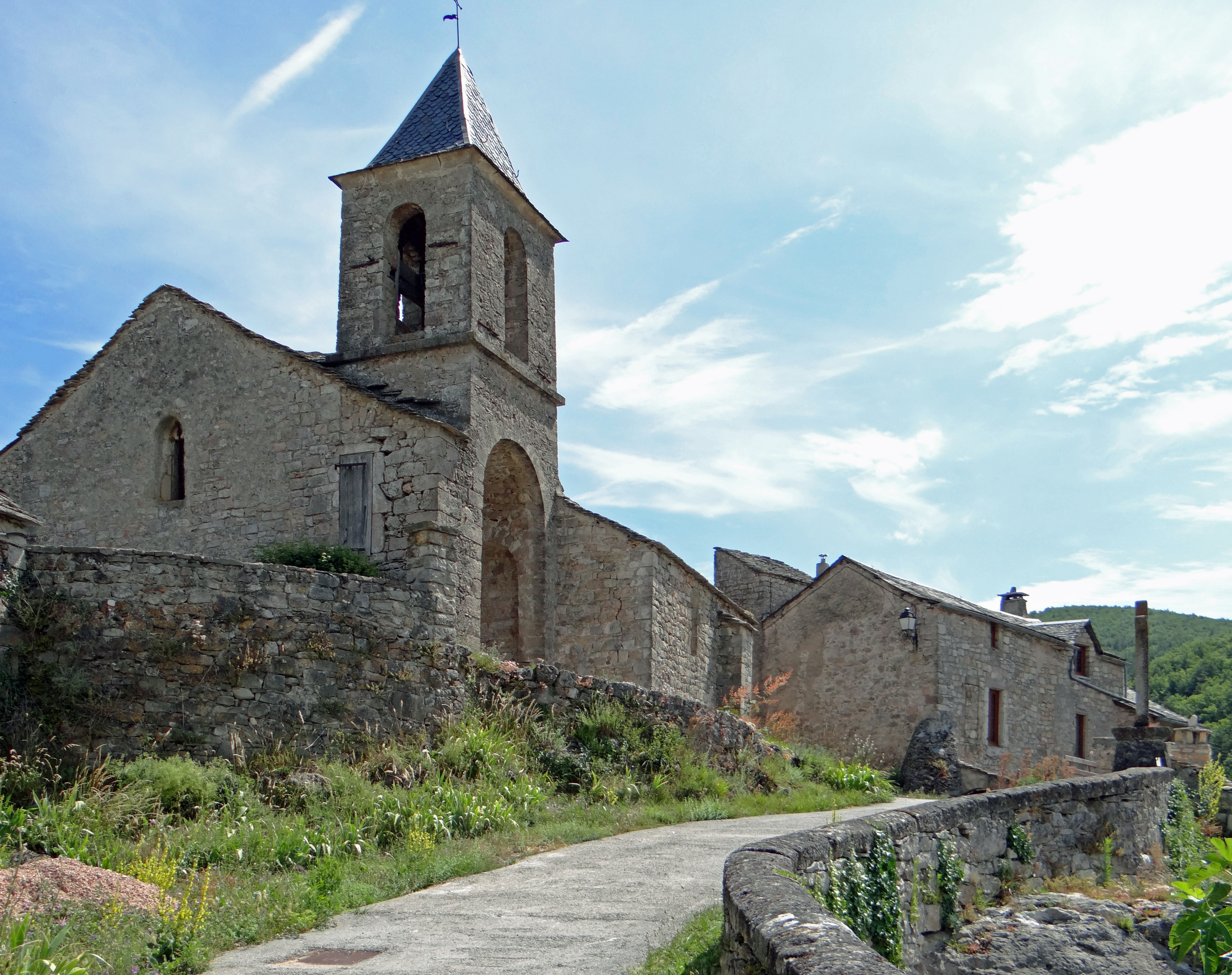
Église Saint-Étienne de Cantobre.
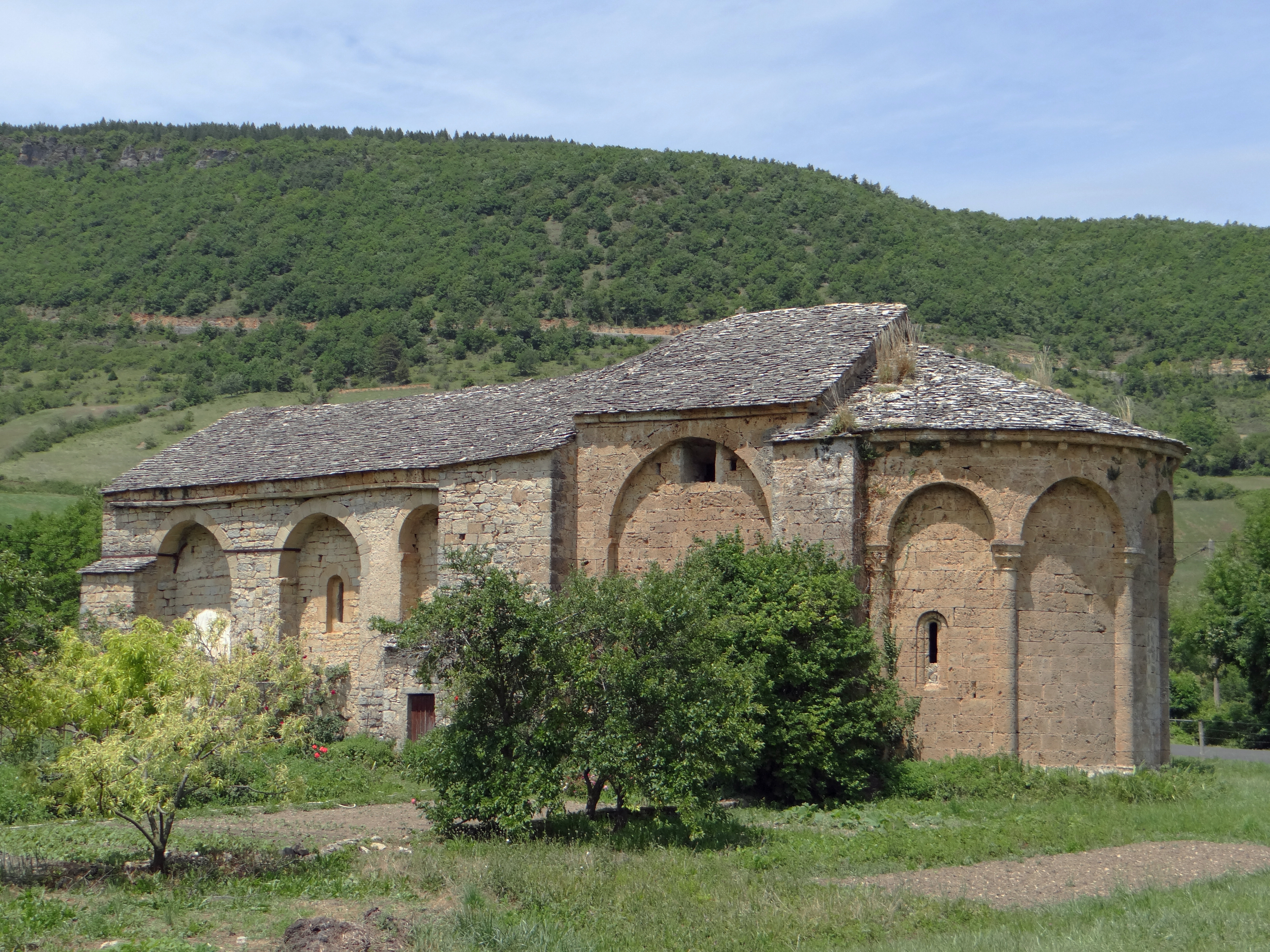
Chapelle Saint-Martin du Vican.
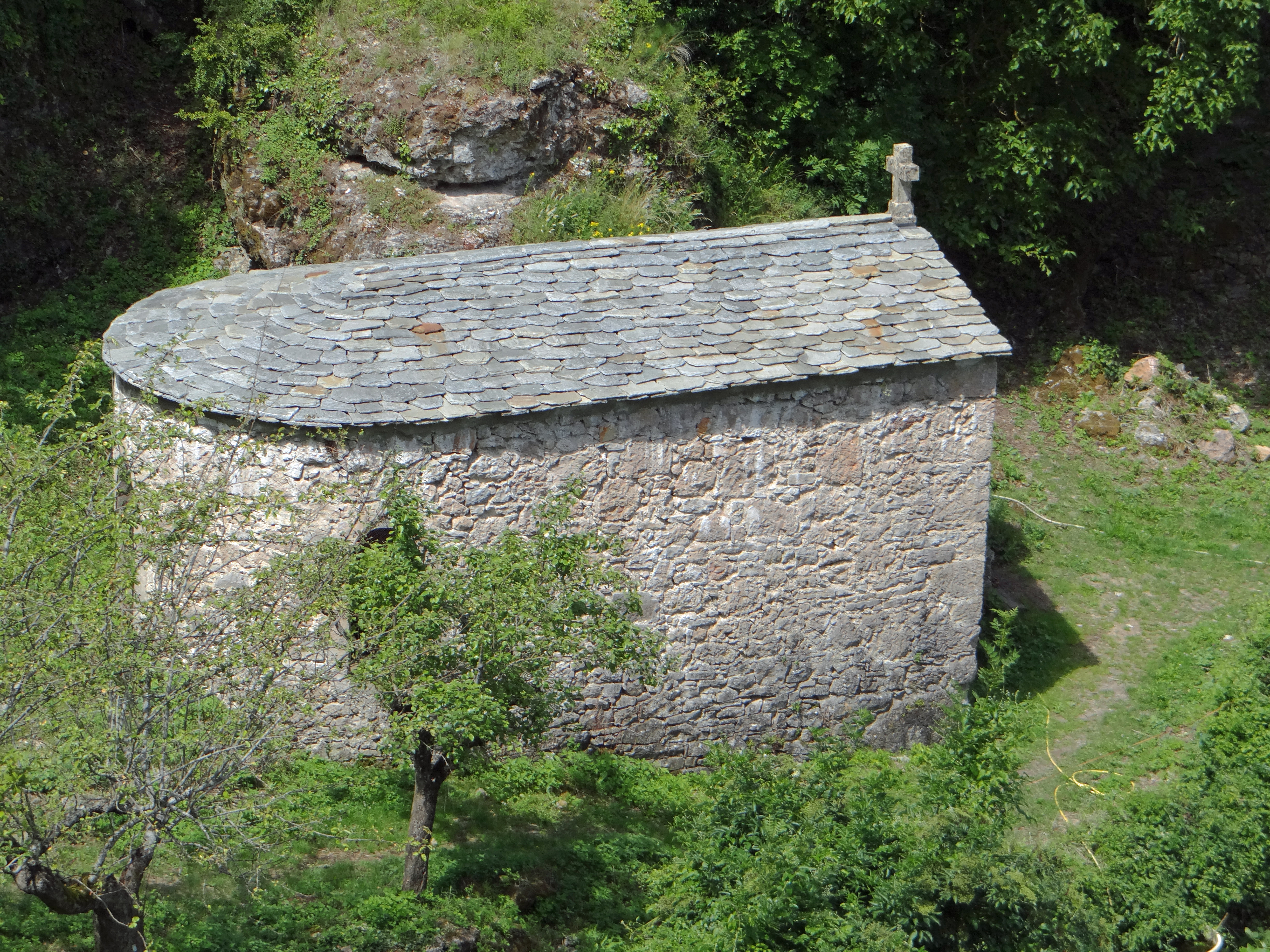
Chapelle de Saint-Sulpice.
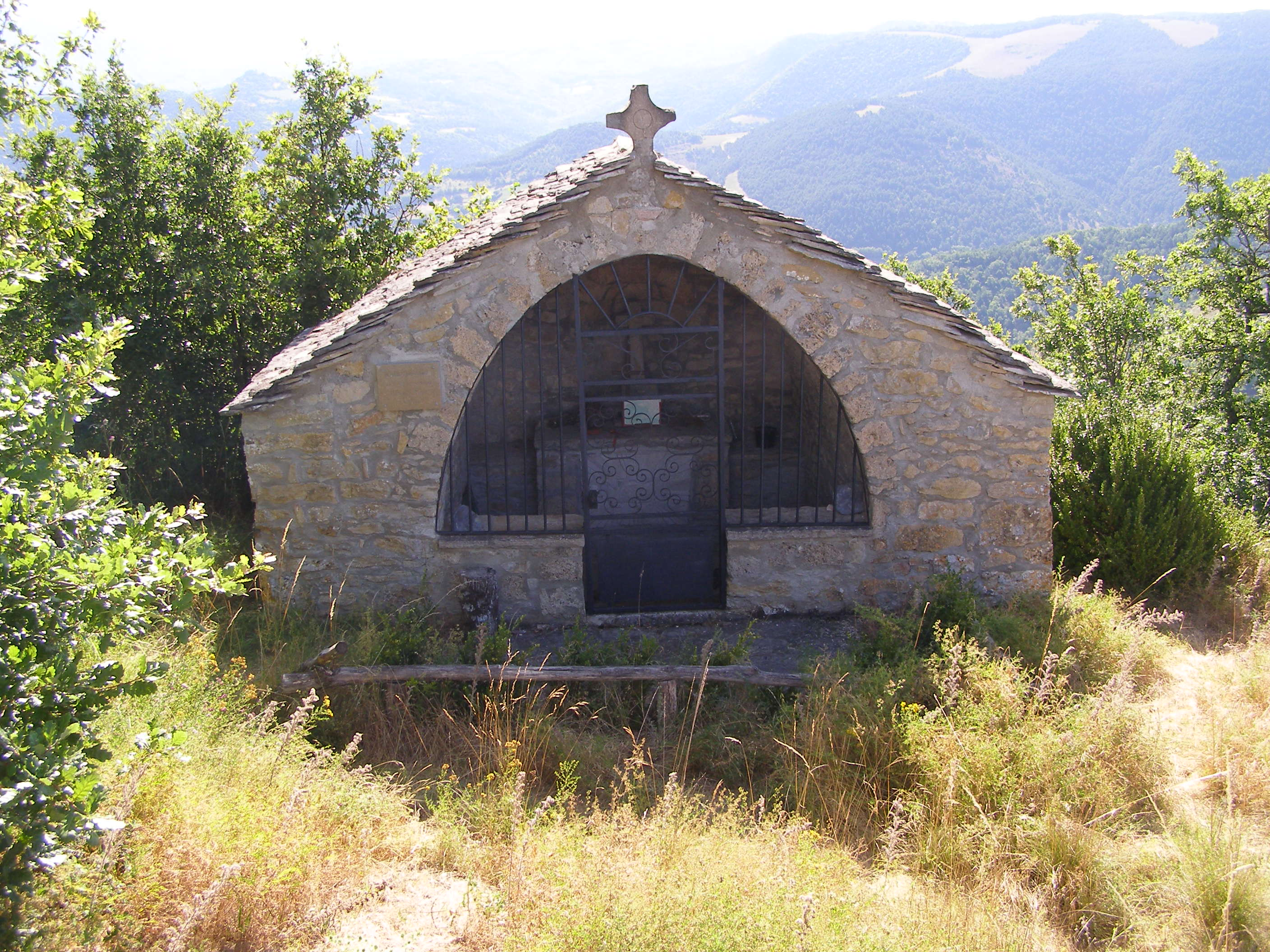
Chapelle, ermitage de Saint Alban.

#### Architecture civile
- Hôtel Ayrolle des Angles. Vaste demeure construite vers 1762-1765 par l'architecte Viguier pour Pierre-François Ayrolle des Angles, Mestre de Camp de cavalerie et Inspecteur de la Maréchaussée. Propriété de la commune de Nant depuis 1912, le bâtiment abrite aujourd'hui la mairie, la Poste, la Trésorerie, le centre de soins infirmiers,office de tourisme. La façade sud, la salle d'entrée et son escalier, et deux salles sont inscrites M.H. 2003.
- Halles aux marchés et foires. Droit de tenir foires et marchés accordé par le Duc d'Anjou en 1370. Halle reconstruite en 1706. XVIIIe siècle, inscrit MH 1944.
- Pont de La Prade du XIVe siècle enjambant la rivière de la Dourbie, inscrit MH 1944 monument historique
- Château de Roquefeuil dit aussi d'Algues. Ensemble fortifié situé sur un puech dominant le bourg de Nant et Saint-Jean-du-Bruel. Antérieur au (XIIIe siècle), il est le berceau de la famille de Roquefeuil. Il fut ruiné sur ordre du cardinal de Richelieu en 1629.
- Cantobre, XIIe et XVIe siècles : aujourd'hui, village majoritairement touristique.
- Hameau de Saint-Sulpice, à la limite de la commune de Trèves.
- Saint-Sauveur du Larzac XIIe, XVe et XIXe siècles.

### Personnalités liées à la commune
- Pierre François Marie d’Icher de Villefort, né le 31 janvier 1767, il passa toute son enfance à Nant chez les Pères doctrinaires et y mourut le 7 janvier 1855.  Il fut le commanditaire de la statue de Louis XVI aujourd'hui à la mairie qui fut remplacée par une statue de l'Immaculée Conception, elle-même remplacée en 1921 par une statue de Ste Jeanne d'Arc au Claux.
- Fulcran Vigouroux, né à Nant le 13 février 1837 (fête de St Fulcran), prêtre sulpicien, grand exégète de la Bible.
- Edmond Bouty, né à Nant le 12 janvier 1846 et mort à Paris le 5 novembre 1922, est un physicien français, professeur à la faculté des sciences de Paris durant 37 ans, membre de l'Académie des sciences. Ses travaux ont porté principalement sur le magnétisme et l'électricité.
- Roger Julien, né à Nant le 11 mars 1932, mort à Montpellier le 25 mars 1990. Député de 1962 à 1967 inscrit au Centre démocratique.

### Héraldique
| Blason de Nant | Blason  | - D'argent à la rivière ondée de sinople posée en bande, chargée de trois batelets d'or (version illustrée). - D'argent à la bande de sinople chargée de trois batelets d'or. - D'argent à la bande de sinople chargée de trois batelets contournés d'or posés à plomb en demi-profil. |
| Blason de Nant | Détails | Le statut officiel du blason reste à déterminer. |

## Galerie de photos

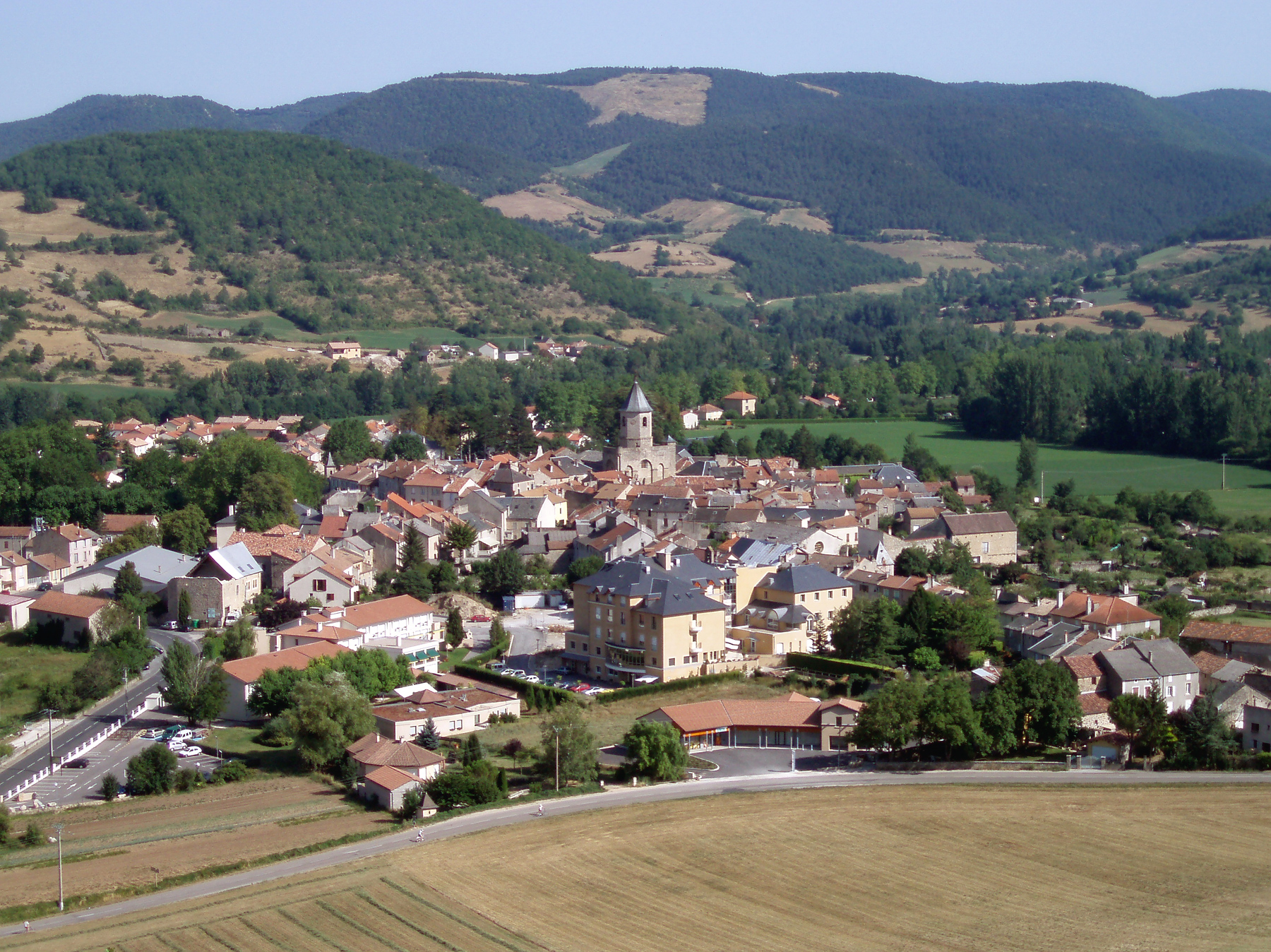
Vue générale.
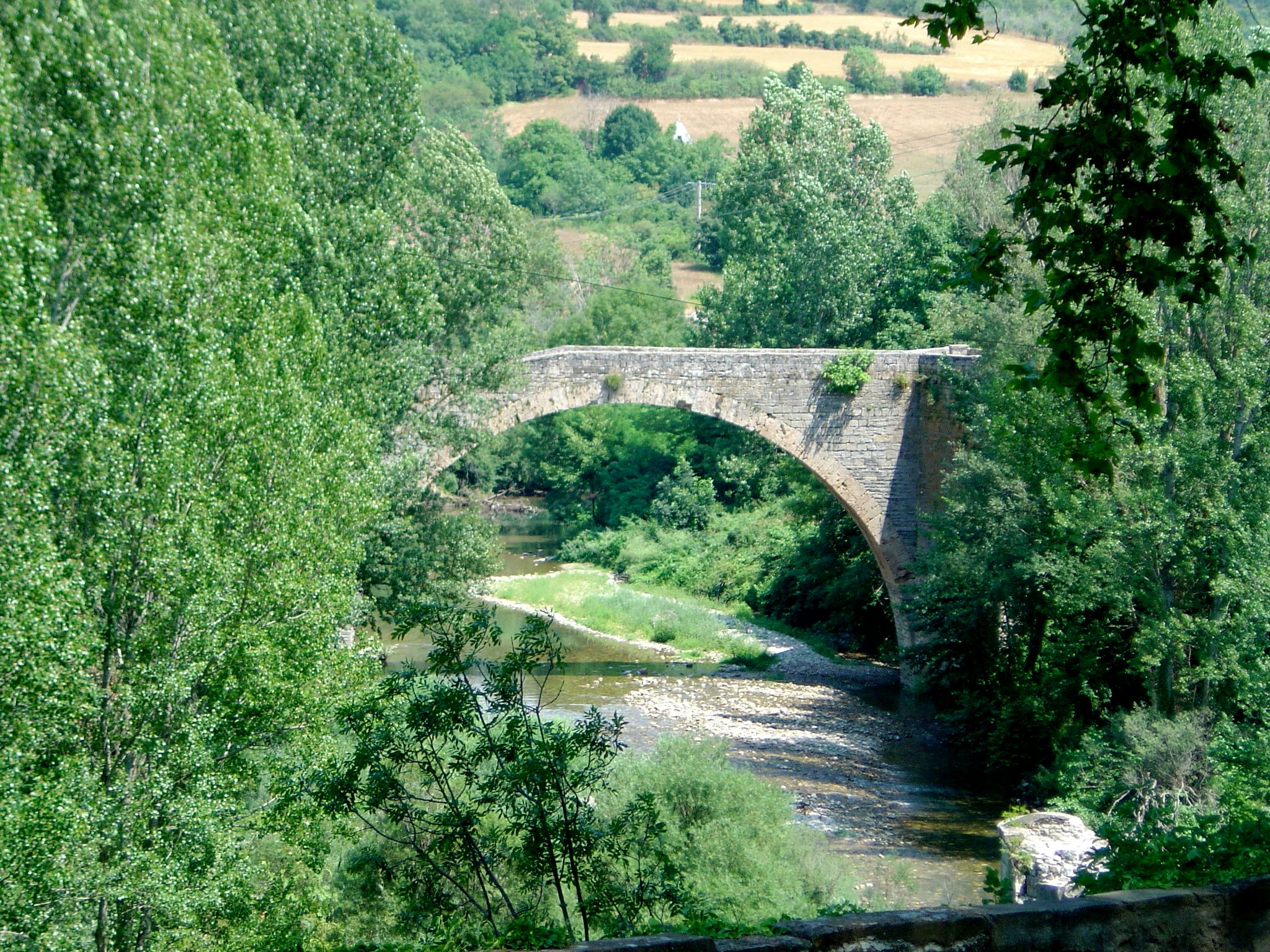
Pont de la Prade près du bourg de Nant.
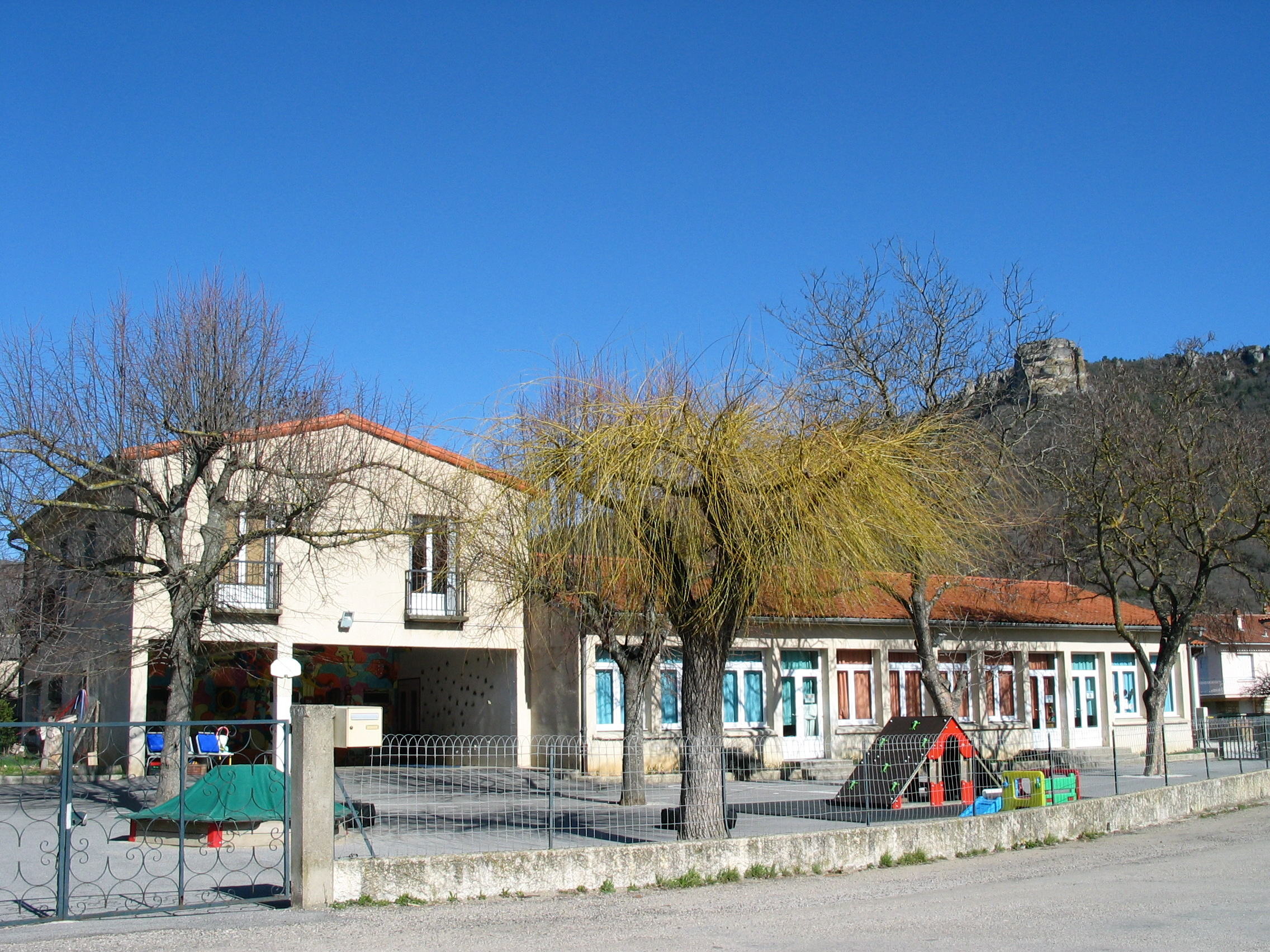
L'école primaire de la commune de Nant dite du « Roc nantais ».
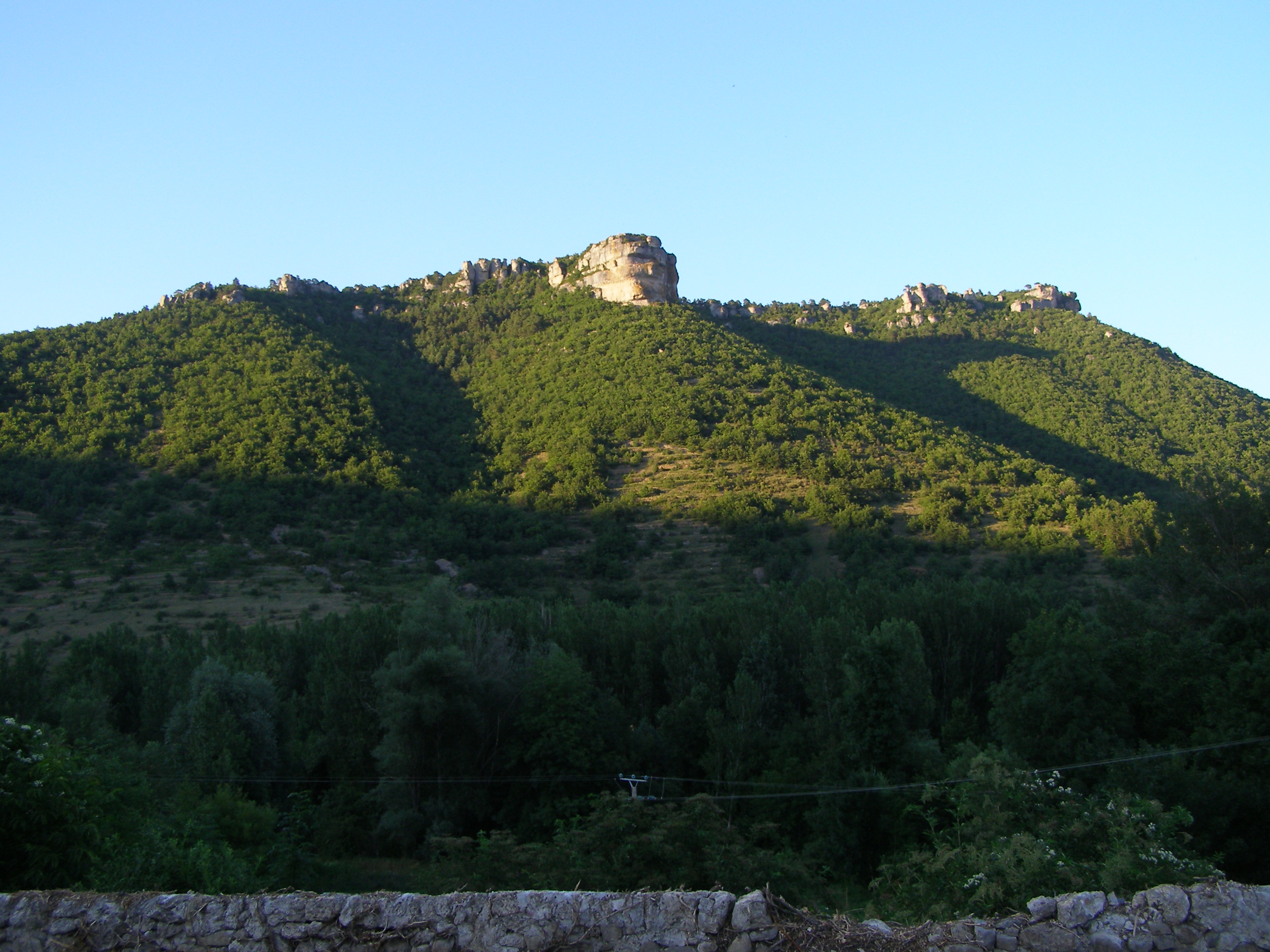
Le Roc nantais.
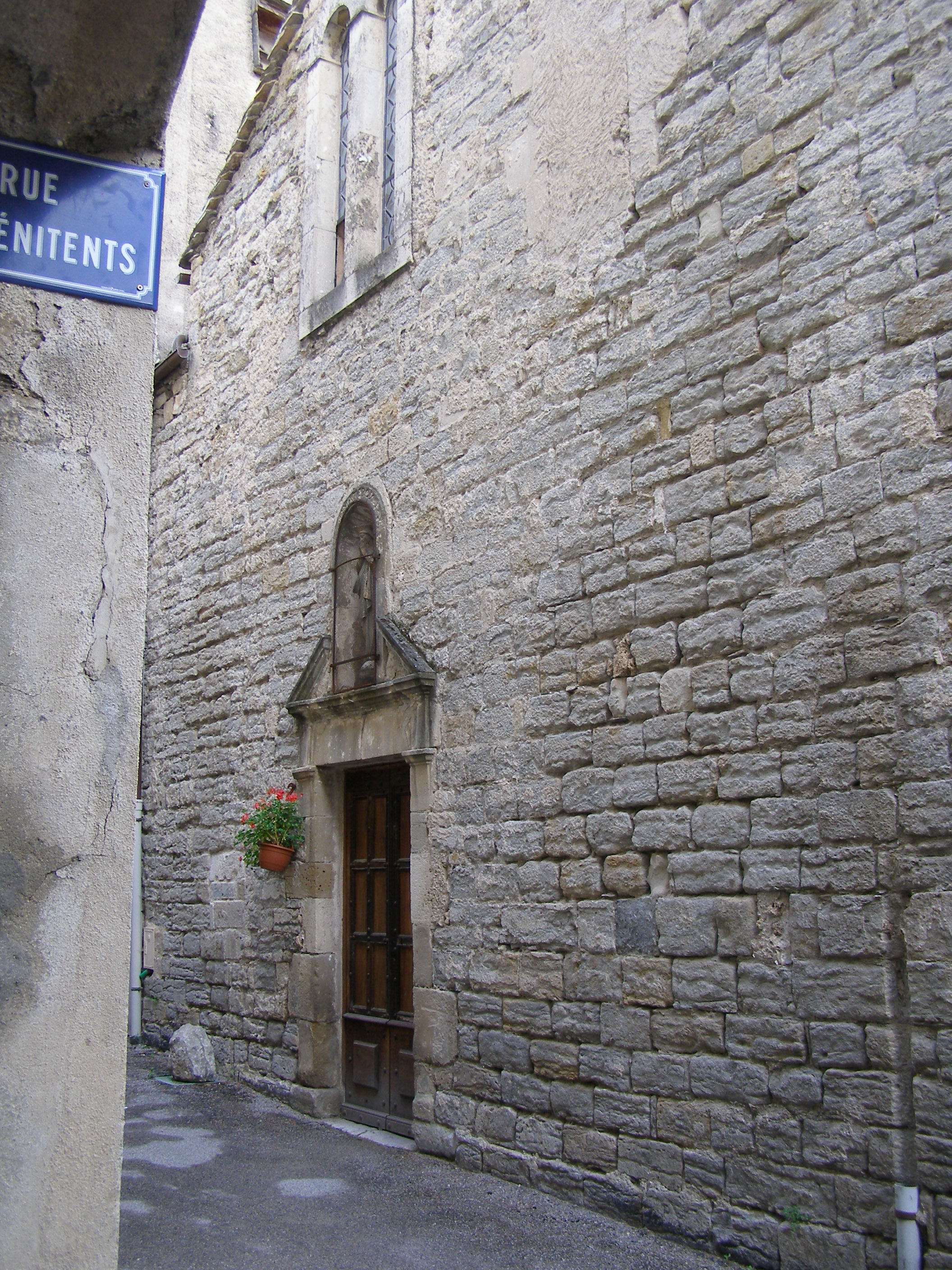
Chapelle des Pénitents.
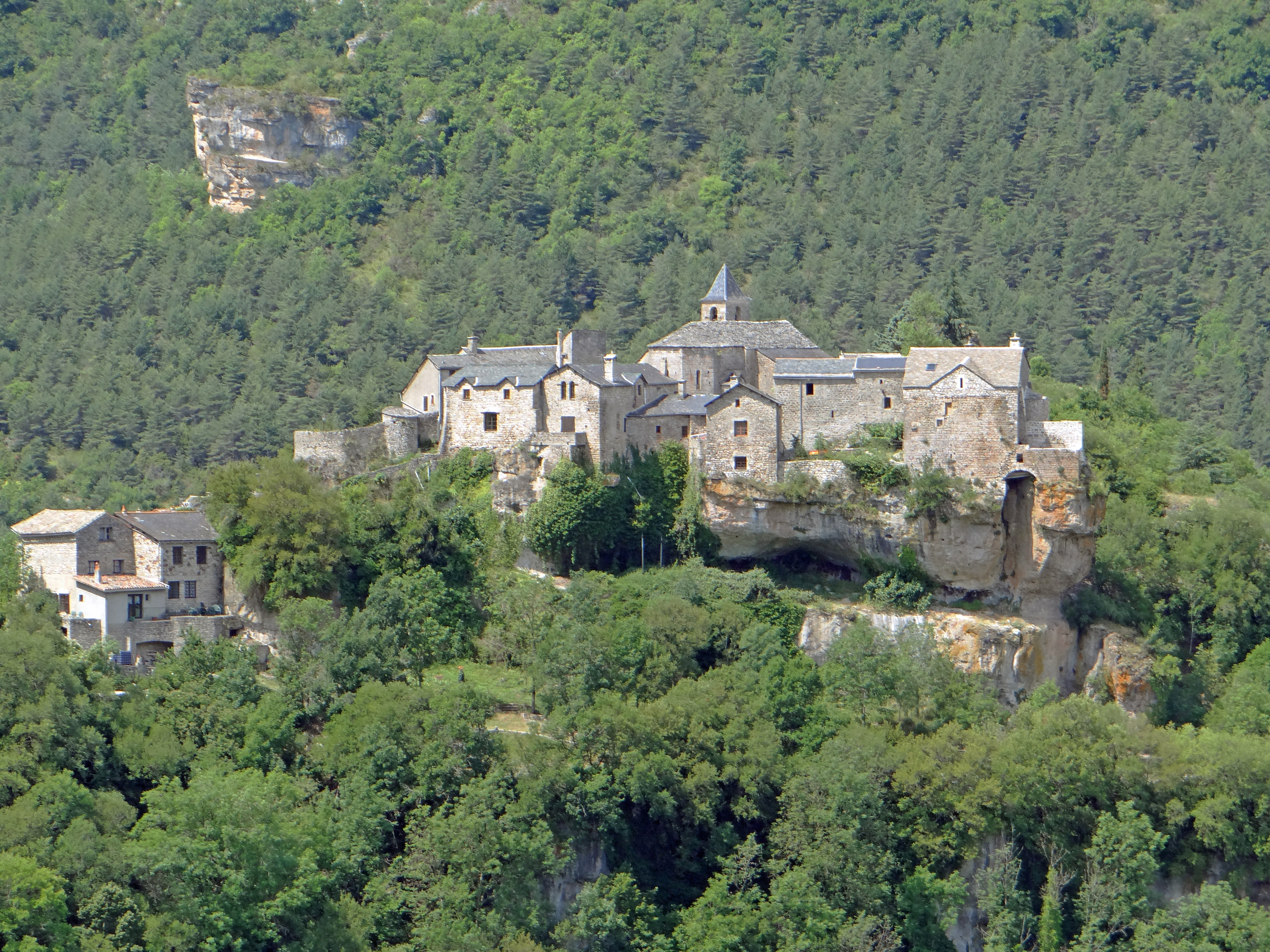
Cantobre.